# Historia de Túnez

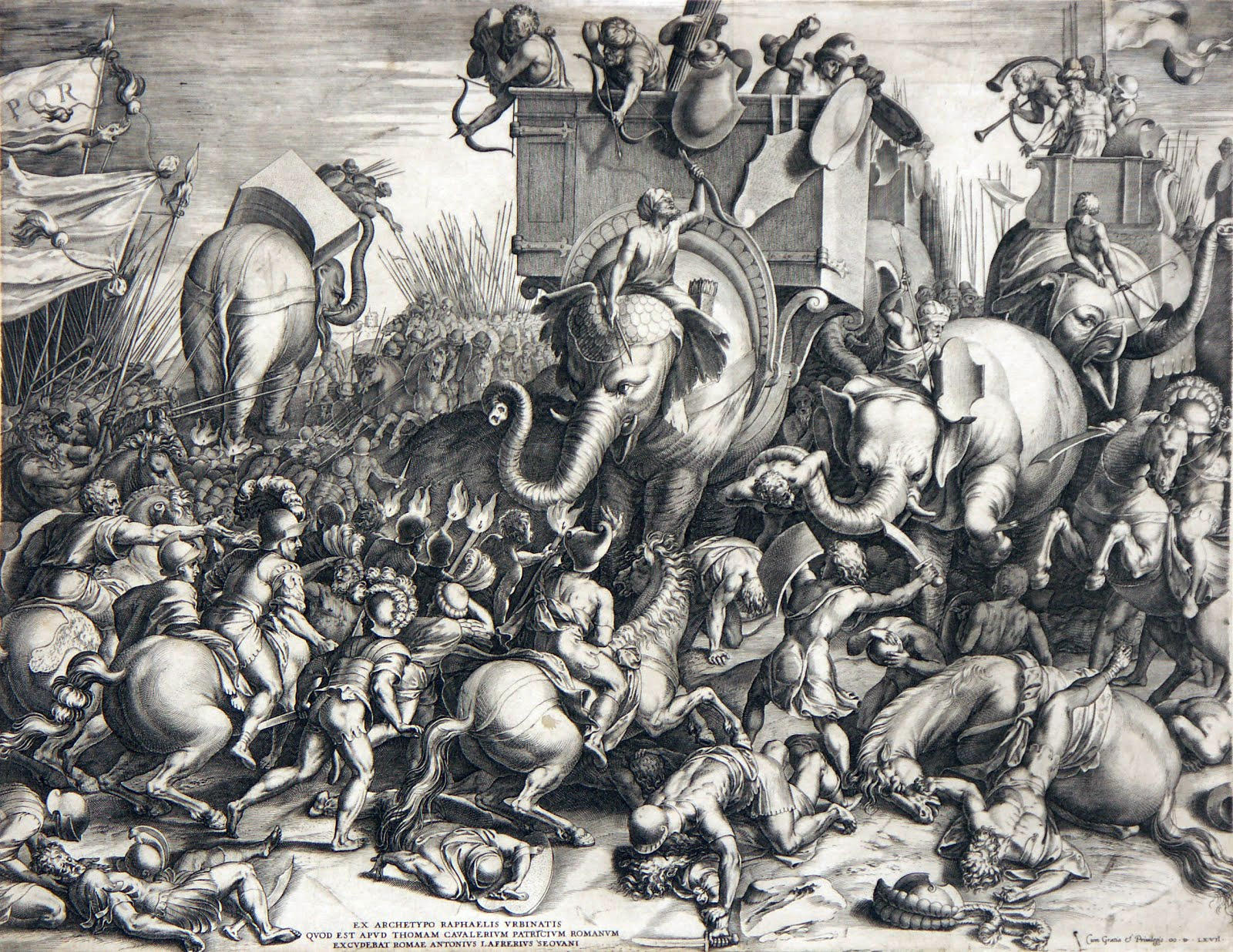
Batalla de Zama, símbolo de la decadencia de la República cartaginesa.

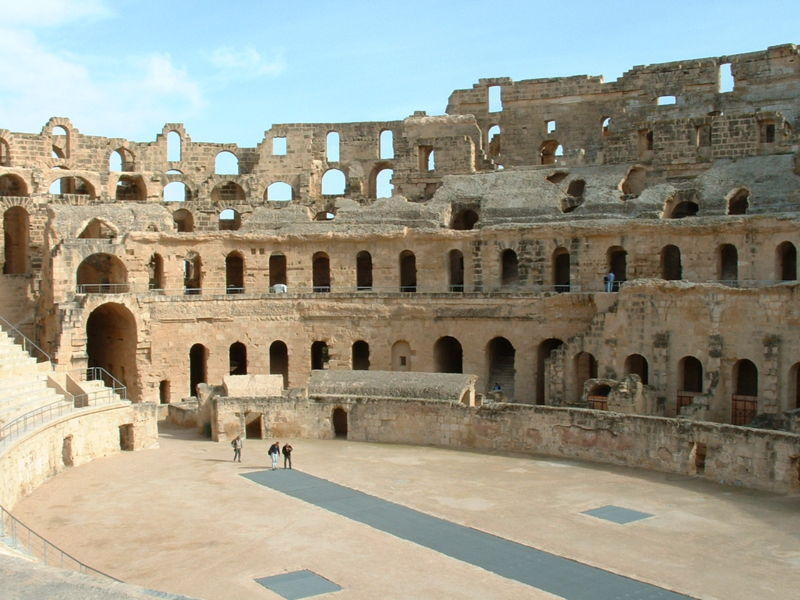
Anfiteatro de El Djem, emblema de la cultura romana en Túnez.

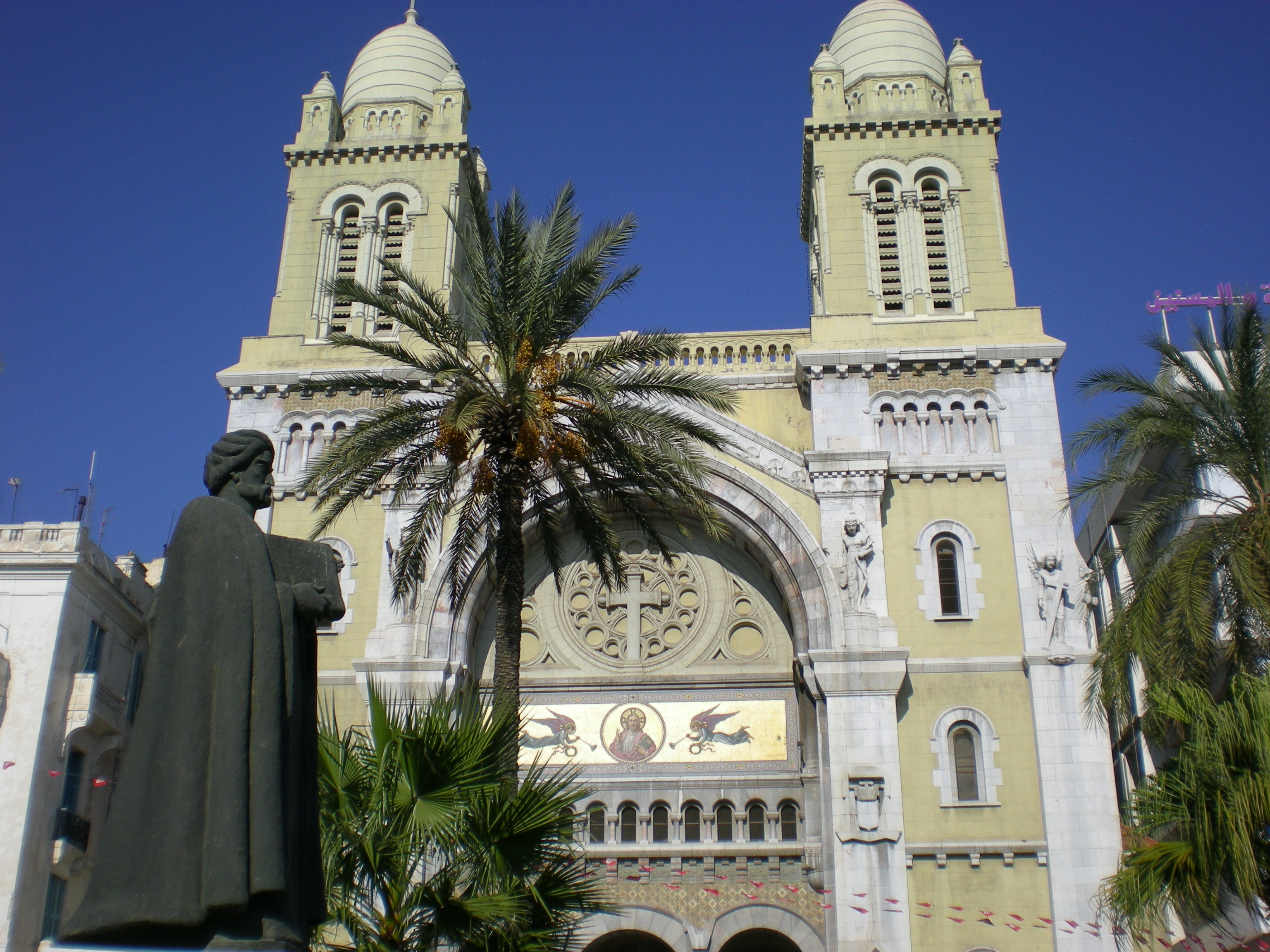
Estatua de Ibn Jaldún frente a la Catedral de San Vicente de Paul de Túnez.

La historia de Túnez es la de la nación más pequeña del norte de África, independiente desde 1956; sin embargo, esa historia se extiende mucho más allá, al abordar el devenir del territorio tunecino desde el período prehistórico capsiense. La región fue habitada por tribus bereberes y sus costas fueron ocupadas por fenicios a inicios del siglo X a. C. La ciudad de Cartago fue fundada en el siglo IX a. C. por colonos venidos de Tiro que expandieron su influencia sobre Sicilia, Iberia y otras importantes zonas del mar Mediterráneo occidental.
En el siglo II a. C., Cartago fue conquistada por el Imperio romano, al ser derrotada en las guerras púnicas. Cartago fue destruida y la influencia cultural asiática y africana en la actual Túnez fue mermada por la influencia romana. El territorio del Túnez moderno fue entonces administrado casi en su totalidad bajo el nombre de la provincia romana de África y se convirtió en uno de los graneros de Roma. En el siglo V, fue conquistada por los vándalos y reconquistada por los bizantinos en el siglo VI durante el reinado del emperador Justiniano I.
El siglo VII marcó un giro decisivo en el itinerario de una población que se islamizó y arabizó poco a poco debido a la conquista por parte de árabes musulmanes, quienes fundaron la ciudad de Kairuán, la primera ciudad islámica de África del Norte. Así, se convirtió en parte del califato omeya y abbasí bajo el nombre de Ifriqiya. Posteriormente, los bereberes nativos alcanzaron el poder y derrocaron a la dinastía árabe aglabí, colocando en su lugar a la dinastía de los ziríes. En el 1045, los fatimíes de Egipto enviaron una confederación de beduinos para que acabaran con los ziríes. De esta manera, la región fue devastada y la próspera industria agraria se arruinó.
A inicios del siglo XVI, España logró controlar algunas ciudades costeras, que fueron perdidas rápidamente ante el Imperio otomano, que gobernó Ifriqiya desde 1574. Los gobernantes turcos, los beys, obtuvieron un grado de independencia importante respecto de Turquía. Por su emplazamiento estratégico en el centro de la cuenca mediterránea, Túnez se convirtió en pieza clave de la rivalidad de sucesivas potencias: la España de Carlos I y el joven Imperio otomano. A principios del siglo XVII la economía se reactivó gracias a la aportación de los moriscos expulsados de España, que fueron bien acogidos por las autoridades. Más adelante, Francia tomó el control de la provincia otomana a fines del siglo XIX para aventajar a Italia, que también contaba con intereses en la región.
Marcado por profundas transformaciones estructurales y culturales, Túnez vio en el siglo XX el rápido afianzamiento de un movimiento nacionalista que concluyó en los acuerdos con la potencia tutelar, mismos que condujeron a la independencia en 1956. Desde entonces, el país fue conducido a marchas forzadas hacia la modernización y la integración económica, bajo el impulso de un partido político único mantenido en el poder. La actual República Tunecina (al-Jumhuriyyah at-Tunisiyyah) tiene más de diez millones de habitantes, la mayoría de los cuales (98 %) se identifican culturalmente como árabes. Túnez limita con Argelia al oeste, con Libia al sureste y con el mar Mediterráneo por el norte y el este. Su capital, Túnez se encuentra ubicada cerca del antiguo emplazamiento de la ciudad de Cartago, lo que hizo peligrar la preservación de esta última, por lo que se inició una campaña que culminó en su nombramiento como Patrimonio de la Humanidad por la Unesco en 1979.

## Historiografía en desarrollo
La historiografía tunecina no surgió sino hasta mediados de los años 1980.En 1972, Béchir Tlili ya describía una situación difícil:
"La investigación histórica despega con dificultad en Túnez. Es quizás el sector más subdesarrollado o el más poco analizado".de las ciencias sociales. Fuera de algunos trabajos especializados de académicos tunecinos, que por lo demás no son numerosos, o algunos ensayos de historiografía, sectores enteros de la construcción histórica han sido de hecho descuidados e ignorados".
En 1987, la revista Ibla del Instituto de Bellas Artes Árabes dedicó un número especial a la historiografía tunecina, en el cual autores como Taufik Bachruch destacaron la lenta evolución de la investigación histórica y la desigualdad reflejada en el abandono de diversos temas, particularmente en lo que respecta a la historia contemporánea. En 1998, esta evolución continuó con la publicación de casi 200 trabajos de investigación universitarios dedicados a la historia nacional, un fenómeno caracterizado por la apertura de la historia hacia otras ciencias sociales.
La historia nacional se mantiene como el objeto central de los trabajos, en particular, sus aspectos sociales, políticos y económicos, mientras que los aspectos culturales y religiosos siguen siendo relativamente limitados. La parte más importante de la producción concierne a la historia moderna —que se inicia con la toma de Túnez en 1574 por parte de los otomanos— y contemporánea —que se inicia con la firma del Tratado del Bardo en 1881— que, en total, constituyen las dos terceras partes de los trabajos universitarios de historia llevados a cabo entre 1985 y 1998. El estudio del período medieval (que se inicia con la llegada del islam) es igualmente abordado de forma significativa, mientras que el estudio de la historia antigua posee un estatus propio que la distingue de los que se dedican a las otras épocas: tienen un número de trabajos más limitados debido a la ausencia de formación adaptada a los jóvenes investigadores, especialmente, en el acceso a las fuentes, la arqueología y las lenguas antiguas que son relativamente poco enseñadas; sin embargo, se han llevado a cabo esfuerzos para la creación de una maestría de letras clásicas en 1997.
En términos de contenido, mientras que el estudio de la historia antigua se torna sobre todo hacia el campo social, la vida cotidiana y, más recientemente, hacia la epigrafía y la arqueología; el estudio de la época medieval se ocupa de temas más variados, en especial, relativos a la antropología y a la política. Si los siglos XVI y XVII siguen siendo poco abordados, los siglos XVIII y XIX son los más tratados en razón de la abundancia de las fuentes de documentación disponibles sobre temas sociales y económicos especialmente. Los temas políticos, además del estudio del movimiento nacional, y educativos también son abordados. La diversificación de temas se refleja también en la "nueva historia" que trata de las minorías, las mujeres, los negocios, etc. La historia regional es un tema emergente, también vinculado a la abundancia de los archivos a disposición de los investigadores, lo que permite —según sus adeptos— realizar síntesis a nivel nacional para compensar la debilidad de la sociología tunecina.

## Prehistoria

### Paleolítico

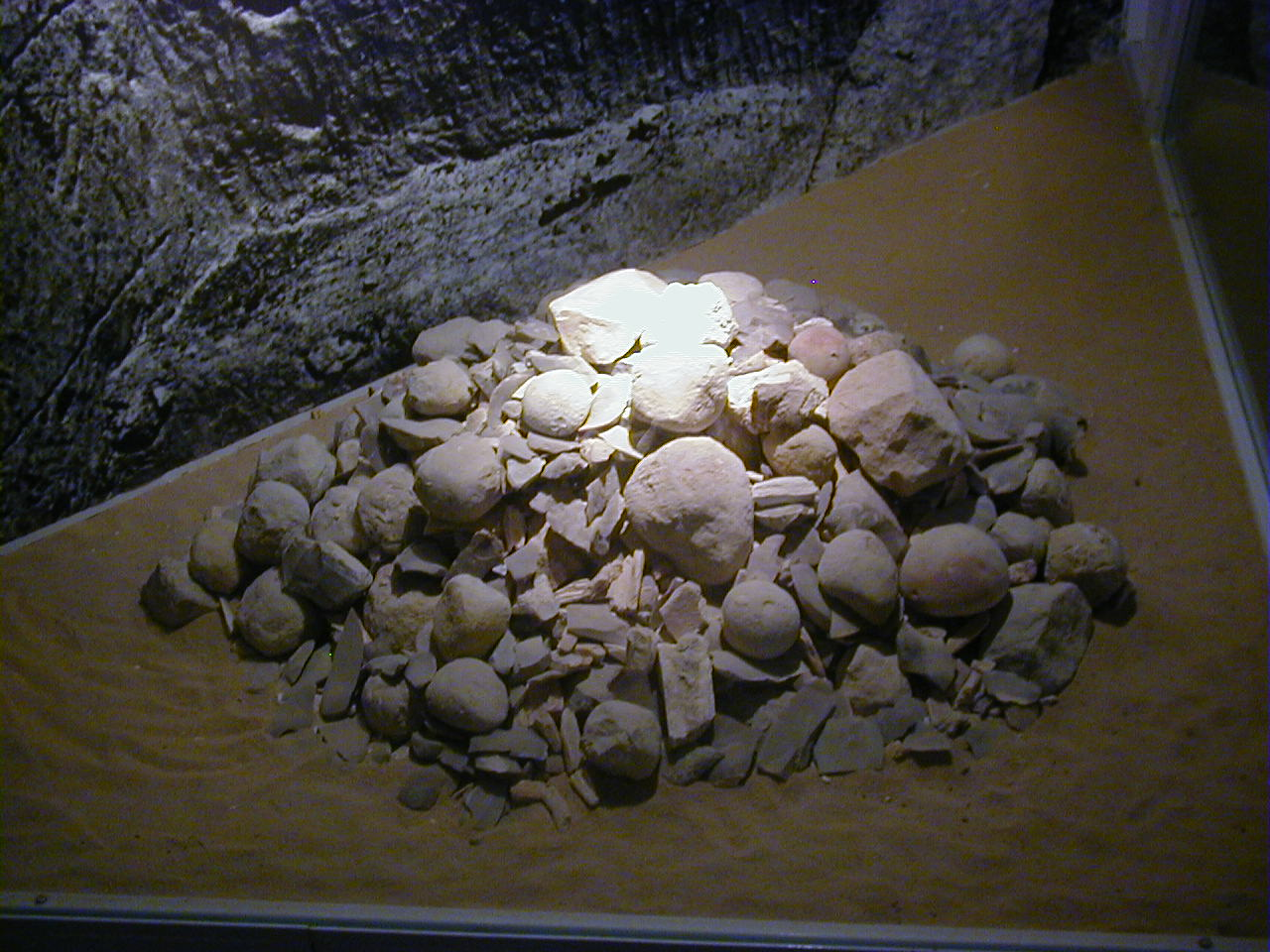
Hermaïon de El Guettar expuesto en el Museo nacional de Bardo.

#### Musteriense
Los primeros rastros de presencia humana en Túnez datan del Paleolítico. Se encuentran a 20 kilómetros al este de Gafsa, en el oasis de El Guettar, donde se reunía una pequeña población nómada de cazadores-recolectores musterienses. Michel Gruet, el arqueólogo que descubrió el sitio, reveló que consumían dátiles de los cuales se ha encontrado polen en los alrededores de la fuente, hoy en día seca. El sitio en sí mismo ofrece una estructura formada por un grupo de 4000 sílex, cortados en esferoides y dispuestos en un cono de aproximadamente 75 centímetros de altura, con un diámetro de 130 centímetros. Estas piedras están relacionados con osamentas de cápridos, dientes en los mamíferos y objetos de sílex con un tallado musteriense, así como una punta pedunculada ateriense.
Esta construcción, descubierta en los años 1950 y que tiene una datación de casi 40 000 años, constituye el edificio religioso más antiguo conocido de la humanidad. Gruet vio una ofrenda a la fuente vecina y el signo de un sentimiento religioso o mágico. El lugar es conocido por el nombre de Hermaïon de El Guettar en referencia a las piedras tiradas a los pies de Hermes por los dioses olímpicos, con ocasión de la muerte del gigante Argos. Esta práctica era una manera de los dioses de pronunciarse a favor de la inocencia de Hermes.

#### Capsiense
A una cultura ibero-mauritana repartida por el litoral, y relativamente mínima en Túnez, sucedió el período capsiense, nombre creado por Jacques de Morgan y surgido del latín Capsa que ha dado asimismo el nombre a la actual Gafsa. Morgan define el capsiense como una cultura que se desarrolla desde el Paleolítico Superior hasta el Neolítico, cubriendo un período que se extiende del VII al V milenio a. C. Según Charles-André Julien, "los protomediterráneos capsienses constituyen [...] el fundamento del poblamiento actual del Magreb", mientras que, según los términos de Gabriel Camps, un grupo de arqueólogos habrían descuidado unos esqueletos capsienses creyendo que se trataba de un enterramiento recientemente inhumado:

Uno de sus cráneos incluso se quedó un tiempo en el patio del tribunal de Ayn M'lila, una pequeña ciudad al este de Argelia, ¡porque se había creído que se trataba del entierro clandestino de la víctima de un asesinato!

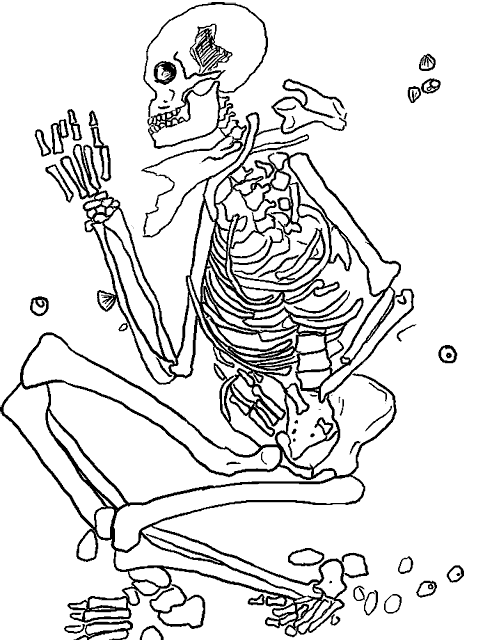
Representación de una inhumación procedente de la cultura capsiense, del Magreb neolítico.

Desde un punto de visto etnológico y arqueológico, el capsiense adquiere mayor importancia ya que se han descubierto en la región huesos y restos de actividad humana que se remontan a más de 15 000 años. Además de la fabricación de herramientas de piedra y sílex, los capsienses producían diversas herramientas a partir de huesos, incluyendo agujas para coser ropa elaborada a partir de pieles de animales. El depósito capsiense de El Mekta, identificado en 1907 por Morgan y Louis Capitan, ha revelado esculturas de piedra caliza con forma humana de unos centímetros de alto. En cuanto a los grabados que se han encontrado, estos son a menudo abstractos, incluso si algunos "representan animales con cierta torpeza".

### Neolítico
El Neolítico (del 4500 al 2500 a. C. aprox.) llegó tarde a esta región. La presencia humana estuvo condicionada por la formación del desierto del Sahara que adquirió su clima actual. Del mismo modo, es en esta época cuando el poblamiento de Túnez se enriqueció por la contribución de los bereberes, descendientes al parecer de la migración hacia el norte de las poblaciones libias (antiguo término griego para designar a las poblaciones africanas en general). En resumen, la cuestión de los orígenes del pueblo bereber sigue estando abierta y se somete a debate actualmente, pero existen testimonios de su presencia desde el cuarto milenio a. C. La primera inscripción libio-bereber descubierta en Dougga por Thomas de Arcos en 1631 ha sido objeto de una multitud de intentos infructuosos por descifrarla hasta el día de hoy.
El Neolítico vio igualmente el establecimiento del contacto entre los fenicios de Tiro y los pueblos autóctonos de la actual Túnez, incluidos los bereberes que se convirtieron, desde entonces, en el componente esencial de la población. Se observa la transición de la prehistoria a la historia, principalmente, en la contribución de los pueblos fenicios, aunque el estilo de vida neolítico siguió existiendo paralelamente con el de los recién llegados. Este aporte fue matizado, particularmente, en Cartago (centro de la civilización púnica en Occidente), por la coexistencia de diversas poblaciones minoritarias, pero dinámicas, como los bereberes, los griegos, los italianos y los íberos. Los numerosos matrimonios mixtos contribuyeron a la creación de la civilización púnica.
También se encuentran rastros de un pueblo pacífico del Neolítico tunecino en la Odisea de Homero, cuando Odiseo encuentra a los lotófagos (los que comen loto), que parecen haber vivido en la actual isla de Yerba.

## Cartago o el surgimiento y la caída de una potencia

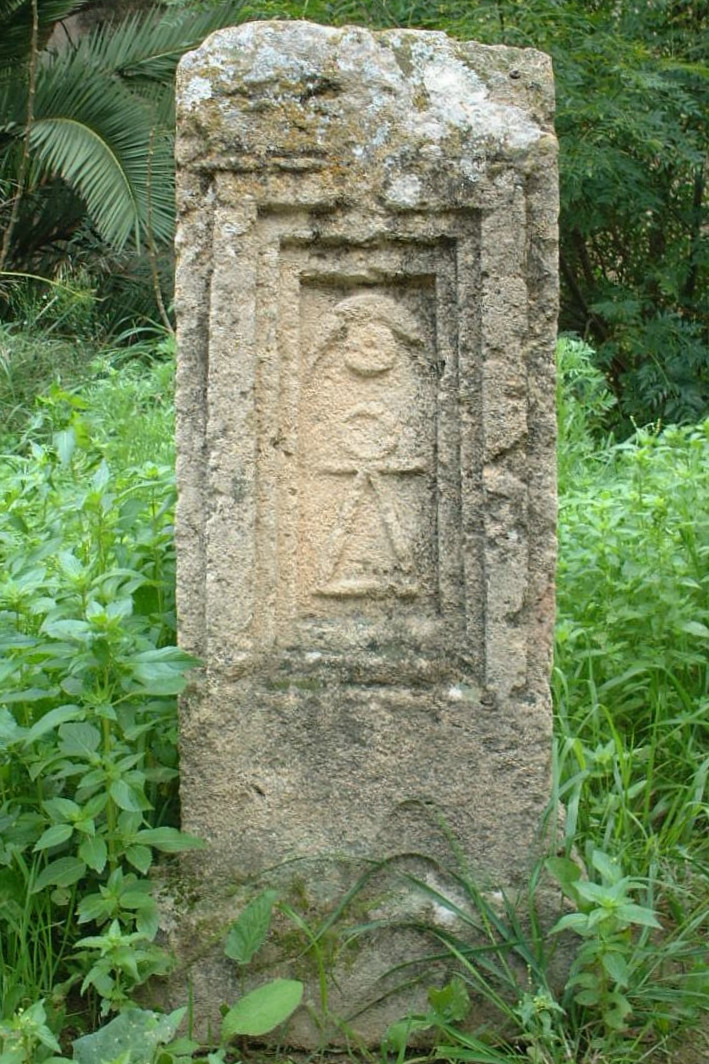
Estela del tofet que porta el símbolo de Tanit.

El ingreso de Túnez en la historia se realizó de forma estrepitosa por la expansión de una ciudad surgida de una colonización desde el Oriente Próximo. Aunque de origen fenicio, la ciudad construyó rápidamente una civilización original llamada civilización púnica.
El expansionismo púnico en la cuenca occidental del Mediterráneo se fundamentó en el comercio, aun cuando la talasocracia se encontró enfrentada por la expansión romana de intención continental y hegemónica. Si bien sus relaciones eran cordiales en un primer momento, los dos sistemas no tardaron en enfrentarse y, aunque podía plantearse la pregunta sobre quién prevalecería, los púnicos desaparecieron finalmente, no sin haber dejado su huella en el espacio tunecino, la cual no desapareció en su totalidad bajo el poder de Roma.

### Fundación y expansión

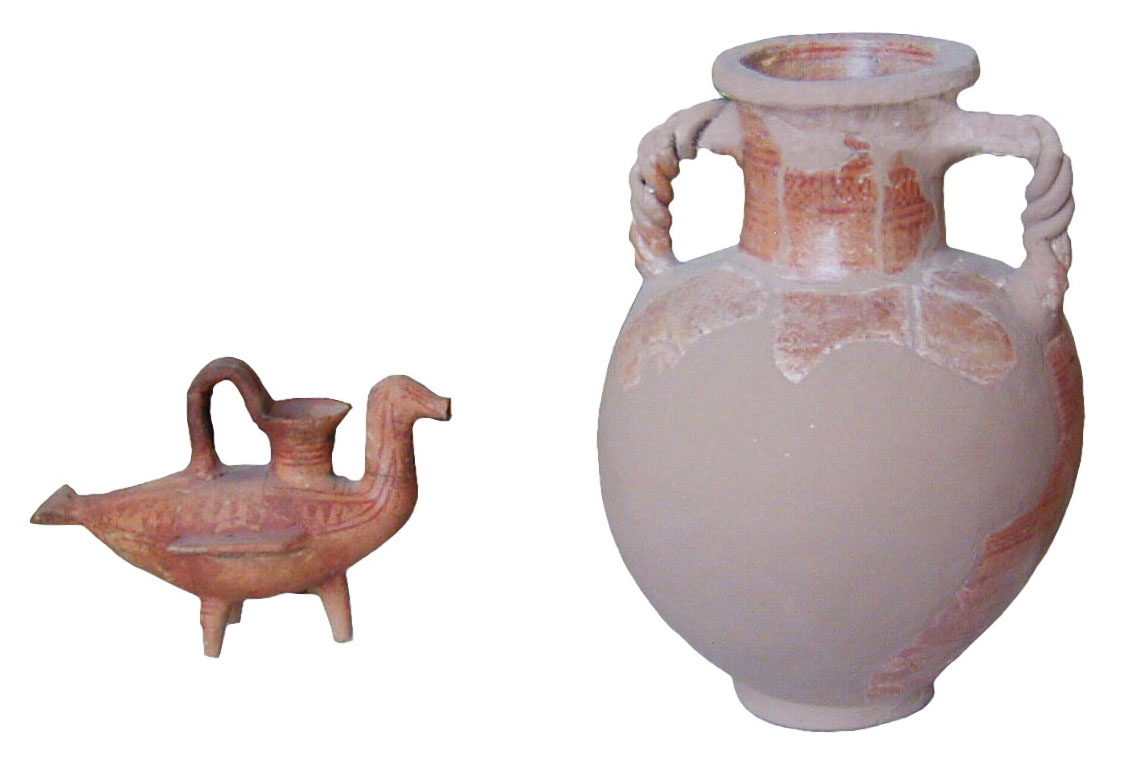
Parte de las piezas halladas en la capilla Cintas, expuesto en el Museo nacional de Cartago.

Túnez albergó progresivamente una serie de factorías fenicias, al igual que otras regiones mediterráneas desde Marruecos e Iberia hasta Chipre. Según la tradición, la primera factoría fue la de Útica, que data de 1101 a. C. Es aquí donde echó sus raíces una potencia fundamental en la historia de la Antigüedad en la cuenca del Mediterráneo. En 814 a. C., los colonos fenicios venidos de Tiro fundaron la ciudad de Cartago. Según la leyenda, fue la reina Elisa (Dido para los romanos), hermana del rey Pigmalión de Tiro, quien fundó la ciudad. No obstante, existen dudas sobre la exactitud de la fecha dada por la tradición literaria, siendo alimentado el debate por los descubrimientos arqueológicos. En efecto, los objetos más antiguos descubiertos son unas cerámicas protocorintias fechadas a principios del siglo VIII a. C., provenientes del depósito de fundación de la capilla de Cintas, ubicada en el tofet de Cartago por Pierre Cintas en 1947; sin embargo, en vista de la incertidumbre en la datación de las cerámicas antiguas, nada permite descartar la fecha provista por la tradición literaria.
La población original del espacio tunecino era libia-bereber y, cuando vio la proximidad de las factorías, adoptó en cierta medida la cultura púnica. Esto es evidenciado, por ejemplo, por los descubrimientos arqueológicos, como estelas con motivos simbólicos de Tanit, grabados de manera torpe, especialmente en un sitio como aquel del antiguo Clupea, la Kélibia actual. Estos errores evocan una apropiación del simbolismo púnico por parte de las poblaciones autóctonas en contacto con los ciudadanos de las factorías.
Para fines del siglo VII a. C., las culturas de las colonias fenicias habían adquirido un carácter "púnico" distintivo, lo que indicaría el surgimiento de una cultura distinta en el Mediterráneo Occidental. En 650 a. C., Cartago fundó su propia colonia y, en 600 a. C., estaba luchando por su cuenta con los griegos. Para cuando el rey Nabucodonosor II de Babilonia dirigía un asedio de 13 años a la ciudad de Tiro iniciado en 585 a. C., Cartago ya era probablemente independiente de su metrópoli en términos políticos; sin embargo, mantuvo vínculos cercanos con Tiro. Cuando el monopolio comercial fenicio fue desafiado por los etruscos y los griegos en el Mediterráneo Occidental y su independencia política y económica fue amenazada por sucesivos imperios orientales, la influencia fenicia disminuyó en Occidente; por lo que Cartago emergió finalmente como la cabeza del imperio comercial. Una teoría que explica a qué se debió el ascenso de Cartago (y no de otra colonia fenicia) sugiere que su población aumentó debido a la llegada de refugiados de Fenicia, lo que realzó su cultura durante el tiempo en que Fenicia estuvo atacada por Babilonia y Persia, transfiriendo la tradición comercial de Tiro a Cartago.

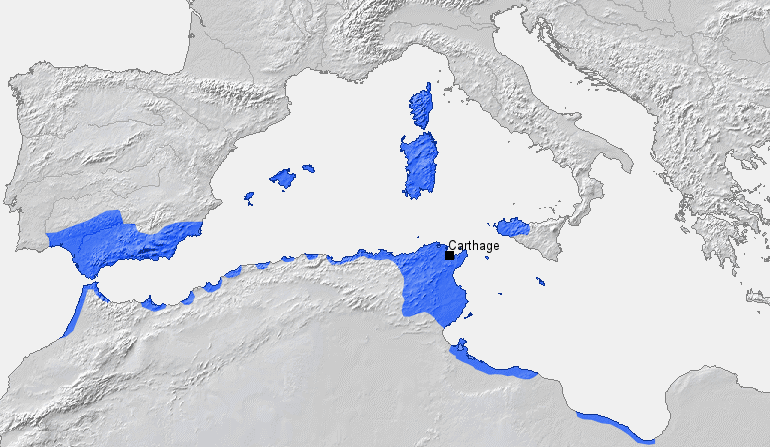
La ciudad estado de Cartago y los territorios bajo su influencia política o comercial, alrededor de 264 a. C.

Abierta hacia el mar, Cartago también estaba estructuralmente abierta hacia el exterior. Este crecimiento pacífico —en tanto se sabe por las fuentes existentes— dejó espacio para una lucha de poder que condujo a varios ciclos de conflictos. Un siglo y medio después de la fundación de la ciudad, los cartagineses o púnicos extendieron su influencia a la cuenca occidental del Mediterráneo: se asentaron en Sicilia, Cerdeña, las islas Baleares y Córcega, así como en África del Norte —desde Marruecos hasta Libia. Esta presencia tomó formas distintas, incluyendo la colonización, pero siguió siendo fundamentalmente comercial (con factorías comerciales, firmas de tratados, etc.). Además, los cartagineses se apoyaron en estas regiones sobre una presencia fenicia anterior a la creación de Cartago, excepto quizás en la costa atlántica. La nueva potencia de Cartago suplantó el poder declinante de las antiguas ciudades fenicias en este espacio del Mediterráneo. Del mismo modo, los cartagineses establecieron una alianza con los etruscos y sus flotas en conjunto salieron victoriosas de la batalla naval de Aleria, a la altura de Córcega, contra los griegos de Massalia (actual Marsella). Estos últimos, venidos de las costas de la actual Turquía (Jonia), intentaron instalarse en Córcega, isla situada frente a Etruria y al norte de Cerdeña, zona de influencia y de colonización púnica. Esta última isla se encuentra igualmente en el trayecto más corto entre las ciudades massaliotas y las otras ciudades griegas del sur de Italia y del Mediterráneo oriental. Con el declive etrusco, Córcega entró en la órbita de influencia cartaginesa que formó un nuevo imperio marítimo.
La transformación a un imperio más terrestre chocó con los griegos de Sicilia y con el poder creciente de Roma y de sus aliados de Massalia, Campania o los italiotas. En vísperas de las guerras púnicas, el centro cartaginés que es Túnez poseía una capacidad de producción agrícola superior a la de Roma y de sus aliados en conjunto, y su explotación fue admirada por los romanos. Las ventajas geográficas, en particular, las ricas tierras de cultivo de cereales del valle de Meyerda, se unieron al talento agrónomo de un pueblo, del cual un tratado agrícola (aquel de Magon) fue admirado por largo tiempo.
Paralelamente a esta expansión —Cerdeña estaba en vías de colonización y los asentamientos ibéricos se consolidaron—, la superpotencia comercial, marítima, terrestre y agrícola se preparó para conquistar a los griegos en Sicilia.

### Cartago y Roma: de los tratados a las guerras púnicas

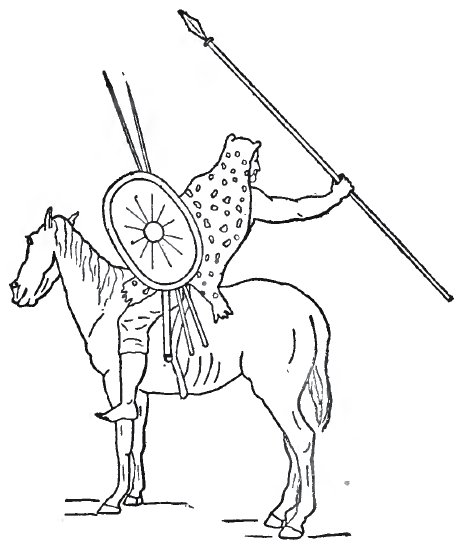
Recreación del equipo de un soldado de la caballería Numidia del ejército de Aníbal, durante la segunda guerra púnica.

Las relaciones entre Roma y la talasocracia púnica fueron en principio cordiales, como lo testifica el primer tratado firmado en el año 509 a. C. No obstante, las relaciones se deterioraron y dieron paso a la desconfianza, a medida que se desarrollaron las dos ciudades estado, por lo que el enfrentamiento se tornó inevitable. La lucha entre Roma y Cartago aumentó con el auge de las dos ciudades: fueron tres las guerras púnicas que fracasaron en la toma de Roma, pero que, por el contrario, concluyeron en la destrucción de Cartago en el año 146 a. C., después de un asedio de tres años.
La primera guerra púnica que transcurrió del 264 al 241 a. C. fue un conflicto naval y terrestre que se llevó a cabo en Sicilia y Túnez. Tuvo como causa las luchas de influencia en Sicilia, territorio ubicado a medio camino entre Roma y Cartago, siendo el punto principal de conflicto la posesión del estrecho de Mesina. Los cartagineses tomaron la ciudad de Mesina, lo que inquietó a los romanos, pues esta ciudad se encontraba en las proximidades de las ciudades griegas de Italia que acababan de quedar bajo su protección. Apio Claudio Cáudex cruzó entonces el estrecho y tomó por sorpresa la guarnición púnica de Mesina, acontecimiento que desencadenó la guerra. Como respuesta a este revés, el gobierno de Cartago reunió sus tropas en Agrigento, pero los romanos, comandados por Claudio y Manius Valerius Maximus Corvinus Messala, se apoderaron de las ciudades de Segesta y Agrigento tras un asedio de siete meses. Tras la firma de la paz con los romanos, Cartago debió retirarse de Sicilia y se desgastó aún más al tener que reprimir una revuelta de sus mercenarios.

Batallas de la segunda guerra púnica.

La segunda guerra púnica, que transcurrió entre el 218 y el 202 a. C., tuvo como punto culminante la campaña de Italia: el general Aníbal, originario de la familia de los bárcidas, logró atravesar los Pirineos y los Alpes con sus elefantes de guerra; sin embargo, renunció a entrar a Roma. El pretexto de la guerra había sido el sitio de Sagunto, aliada de Roma, por parte de los cartagineses.
La política de espera de Aníbal permitió finalmente a los romanos, aliados de Masinisa, primer rey de la Numidia unificada, contraatacar, logrando que el conflicto terminara a su favor en la batalla de Zama en 202 a. C., tras lo cual tomaron la totalidad de las posesiones hispánicas de Cartago, destruyeron su flota y le impidieron toda remilitarización. Tras la segunda guerra púnica, Cartago encontró lentamente cierta prosperidad económica entre 200 y 149 a. C., aunque sin conseguir reconstituir una flota de guerra o un ejército importante.
A pesar de la victoria final, esta guerra no satisfizo a los romanos. Empujados por el miedo de tener que enfrentarse nuevamente a Cartago, decidieron según la famosa frase de Catón el Viejo (Carthago delenda est, es decir, "Cartago debe ser destruida") que la destrucción total de la ciudad enemiga era el único medio de asegurar la República romana. En consecuencia, se puso en marcha la tercera guerra púnica (149-146 a. C.) por medio de una ofensiva romana en África que condujo a la derrota y a la destrucción de Cartago, luego de un asedio de tres años.
Así, a diferencia de Cartago, el restablecimiento de Roma tras la segunda guerra púnica permitió al Senado romano decidir emprender una corta campaña destinada a enviar a pie a las tropas romanas para el asedio de Cartago, conducido por Publio Cornelio Escipión Emiliano, quien desde entonces fue apodado "Escipiano Africano Menor". El asedio terminó con la destrucción total de la ciudad: los romanos llevaron los navíos fenicios al puerto y los incendiaron al pie de la ciudad. Luego, fueron de casa en casa y ejecutaron o esclavizaron a la población. La ciudad, que fue quemada durante diecisiete días, fue borrada del mapa y dejada en ruinas.
En el siglo XX, una teoría indicaba que los romanos esparcieron sal sobre las tierras agrícolas de Cartago para impedir el cultivo de la tierra, una teoría fuertemente puesta en duda, pues África se convirtió después en el "granero de trigo" de Roma; sin embargo, el territorio de la antigua ciudad fue declarado sacer, es decir, maldito.

Vestigios de la presencia púnica en Túnez
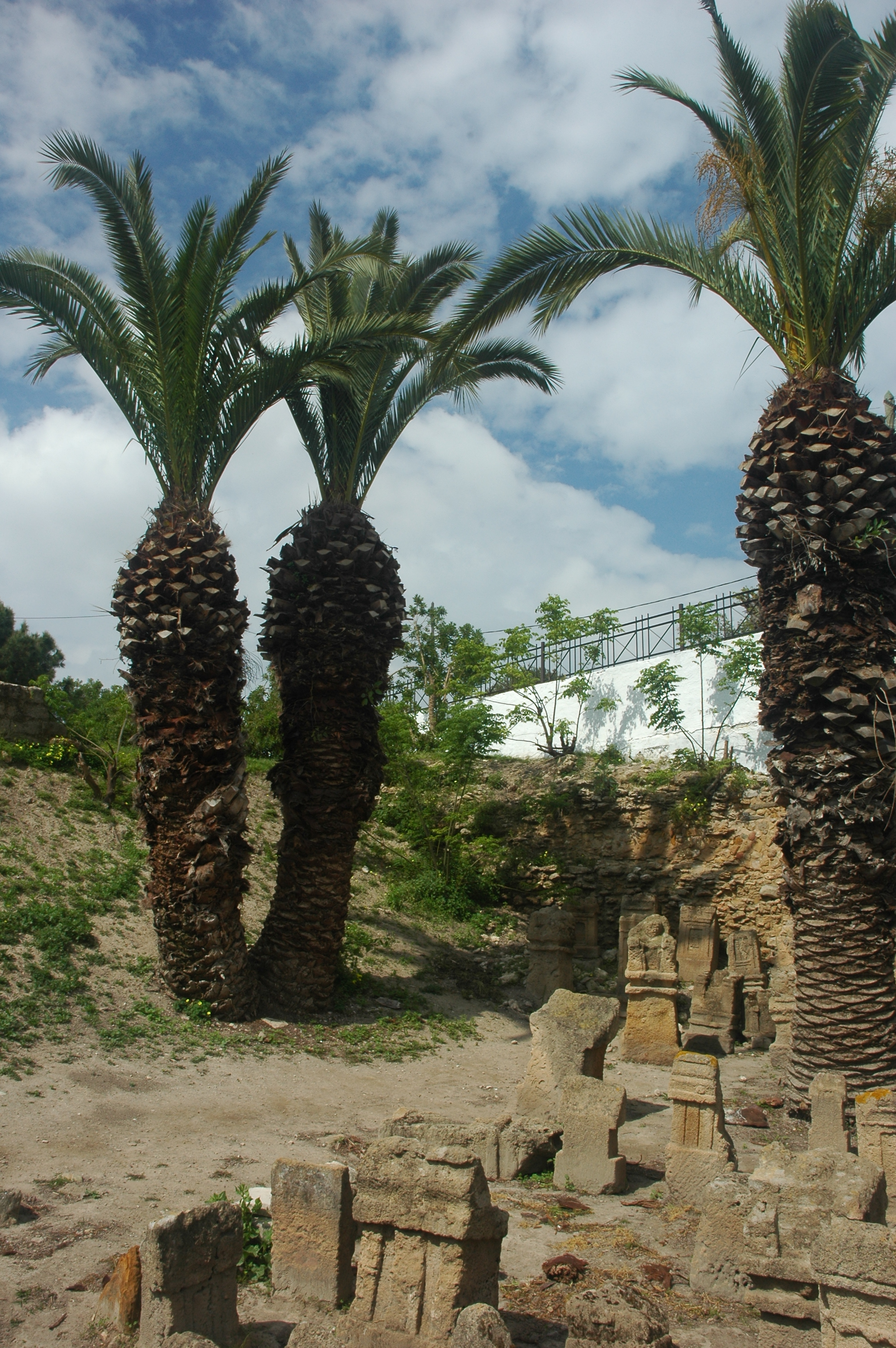
Vestigios del tofet de Cartago.
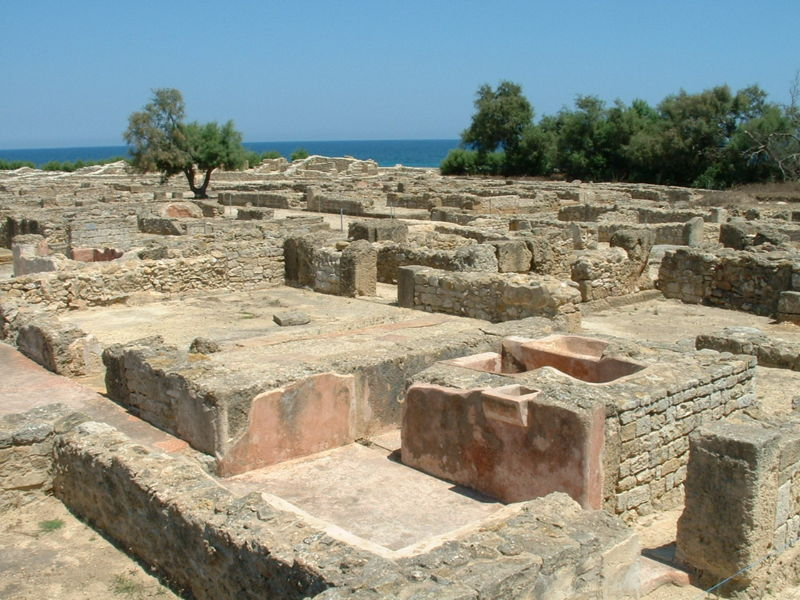
Vista de las ruinas de la ciudad púnica de Kerkouane (Cabo Bon).
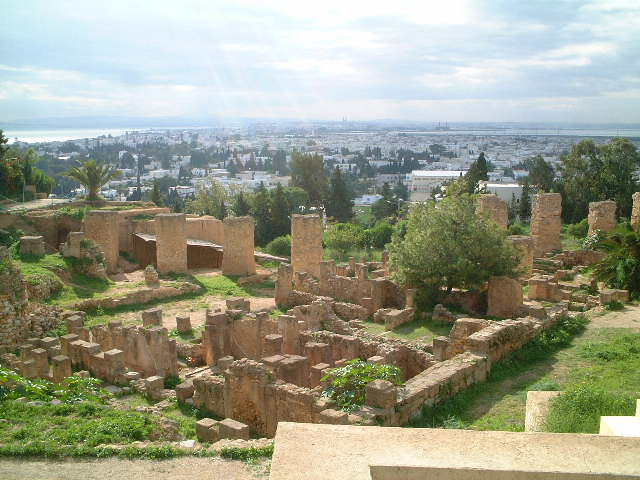
El «barrio Aníbal» de Birsa (Cartago).
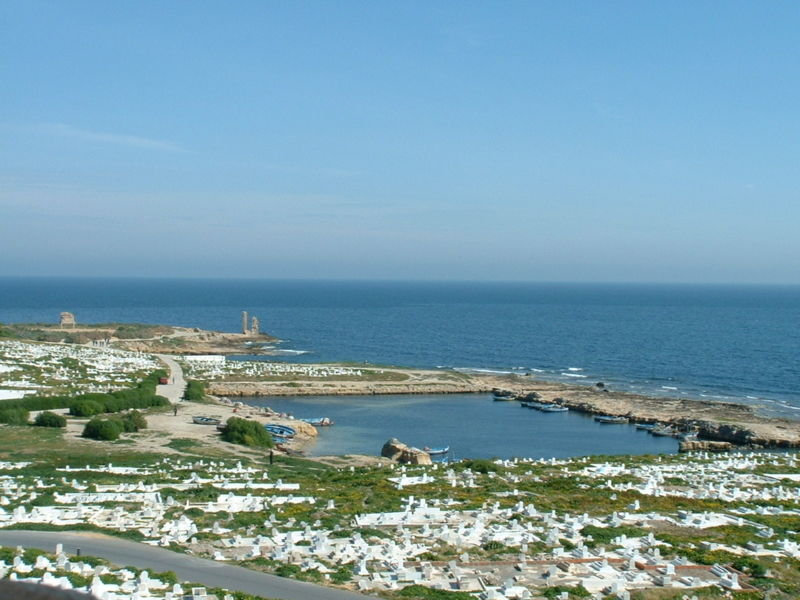
Cothon de Mahdia.

## Parte integrante del África romana

### ¿Continuidad o ruptura de la civilización púnica?

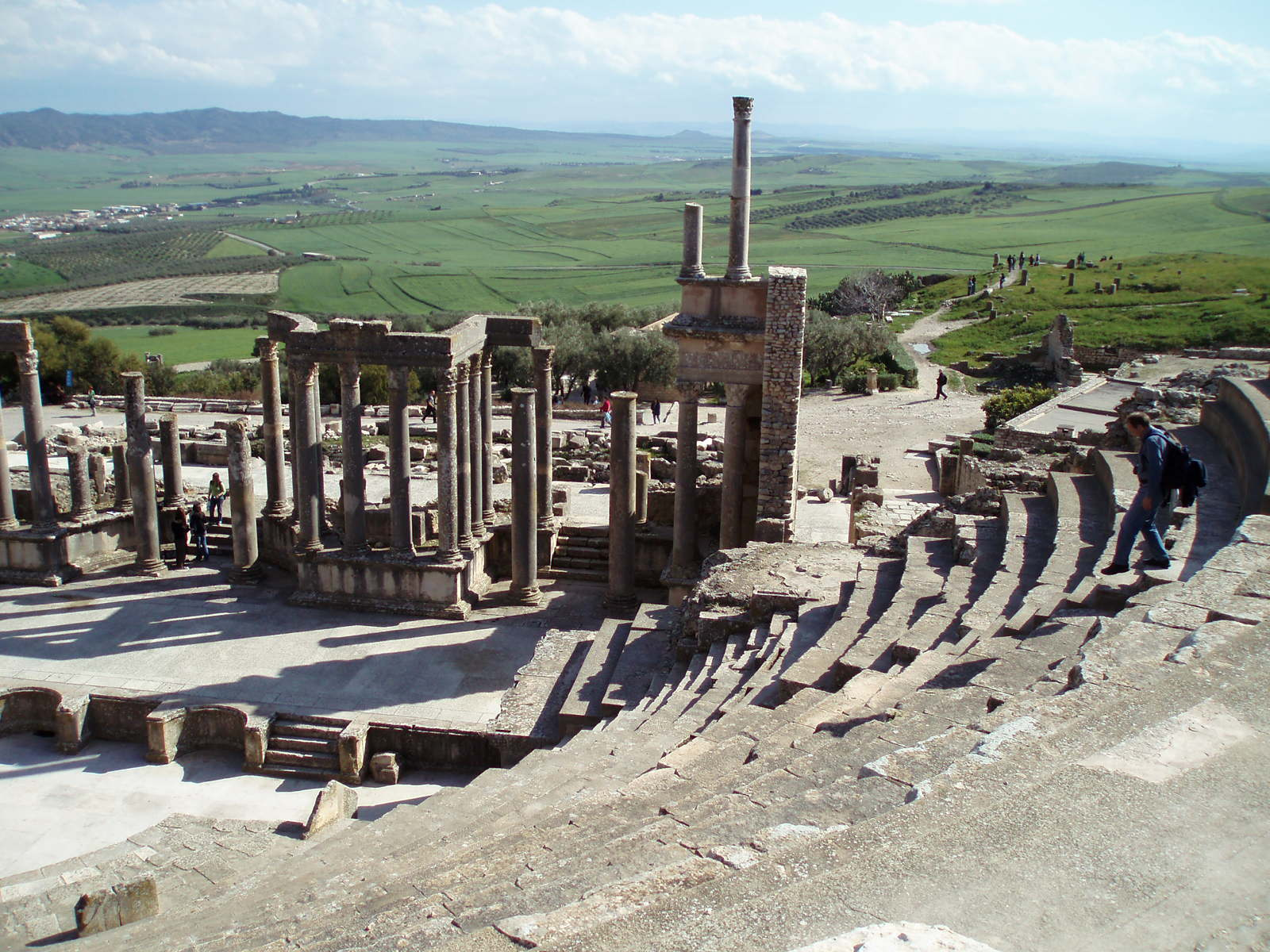
Teatro de Dougga que domina una rica llanura de cereales.

Al final de la tercera guerra púnica, Roma aplastó definitivamente Cartago y se instaló en los escombros de la ciudad en 146 a. C. El fin de las guerras púnicas marcó el establecimiento de la provincia romana de África, de la cual Útica fue la primera capital. Una primera tentativa de colonización por parte de los Graco con la creación de una Colonia Junonia Carthago abortó en 122 a. C. y provocó la caída y muerte de su promotor, Cayo Sempronio Graco. En 44 a. C., Julio César decidió fundar una colonia romana, la Colonia Julia Carthago, pero tuvieron que pasar algunas décadas para que César Augusto iniciara los trabajos de la ciudad, la cual fue más tarde capital de la provincia. La ornamentación monumental de la ciudad desempeñó un rol importante en la romanización de la región, esta "Roma africana" se difundió en el rico tejido urbano del territorio de la actual Túnez.
La región tuvo entonces un período de prosperidad, en el cual África se convirtió para Roma en el proveedor fundamental de productos agrícolas, tales como el trigo o el aceite de oliva, gracias a las plantaciones de olivos apreciadas por los cartaginenses. El famoso puerto de Cartago se convirtió en puerto de amarre monumental de una flota de cereales, esperada cada año impacientemente por los romanos, con la institución del Praefectus annonae (Prefecto de las provisiones), encargado de la distribución del trigo a la plebe. En Chemtou, se explotaba un mármol amarillo y rosa que era exportado a lo largo del imperio, mientras que en El Haouaria se extraía la arenisca necesaria para reconstruir Cartago. Entre las otras producciones figuran las cerámicas y los productos derivados del pescado.

Mosaico de Anfítrite en Bulla Regia.

La provincia estaba cubierta por una densa red de ciudades romanizadas, cuyos vestigios, todavía visibles hoy en día, son impresionantes: basta con mencionar los sitios de Dougga (antiguo Thugga), Sbeitla (Sufetula), Bulla Regia, El Djem (Thysdrus) o Thuburbo Maius. Entre los símbolos de la riqueza provincial, se encuentra el anfiteatro de Thysdrus, uno de los más grandes del mundo romano y el teatro de Dougga. Junto a los restos de edificios públicos, hoy en día resurgen ricas viviendas, villas con pisos cubiertos de mosaicos que siguen siendo descubiertos por los arqueólogos.
Parte integrante de la República y luego del Imperio junto con Numidia, Túnez se convirtió durante seis siglos en la sede de una civilización romano-africana de una riqueza excepcional, fiel a su vocación de "encrucijada del mundo antiguo". Túnez era entonces el crisol del arte del mosaico que se distinguía por su originalidad y sus innovaciones. Sobre las estelas de carácter religioso se distinguían símbolos antiguos, tales como la media luna o el signo de Tanit. Competidores de los dioses romanos, los dioses indígenas aparecieron sobre los frisos de la época imperial y el culto de ciertas divinidades, como Saturno y Caelestis, se inscribieron en la continuidad del culto consagrado por los púnicos a Baal Hammon y a su paredra Tanit. La "encrucijada del mundo antiguo" presenció también la instalación temprana de las comunidades judías y, tras sus pasos, de las primeras comunidades cristianas. El idioma púnico siguió estando en uso por largo tiempo, de manera importante hasta el siglo I, y existen testimonios de un uso menor del mismo hasta la época de San Agustín de Hipona.
El apogeo del siglo II e inicios del siglo III no va a darse sin enfrentamientos, pues la provincia tuvo graves crisis en el siglo III: fue saqueada y sufrió los enfrentamientos entre usurpadores al trono imperial a inicios del siglo IV. En el curso de este primer siglo de cristianismo oficial, convertido en religión de Estado en 313, la provincia tuvo cierta prosperidad revelada por los restos arqueológicos, provenientes tanto de edificios públicos como de viviendas privadas.

Vestigios de la presencia romana en Túnez
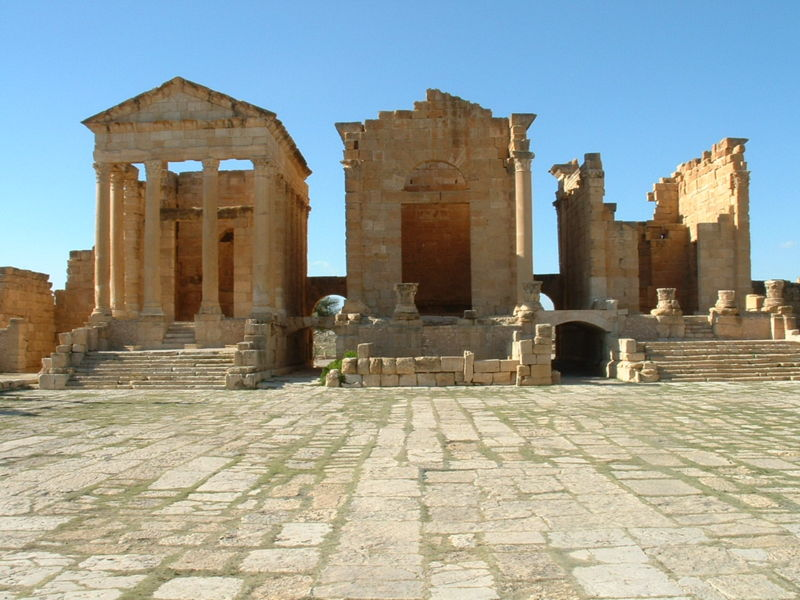
Ruinas del capitolio de Sbeitla.
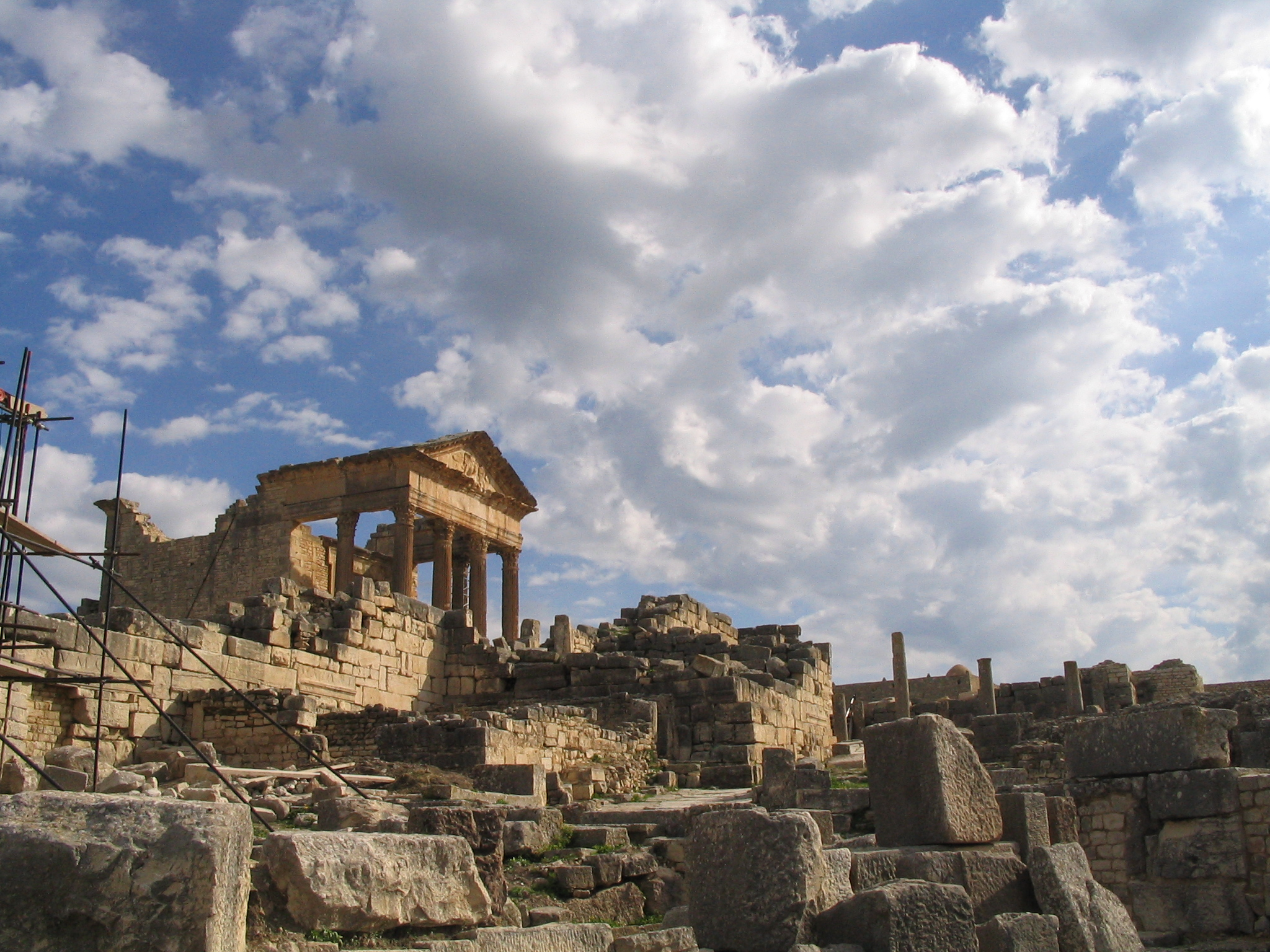
Vista de Dougga con su capitolio.
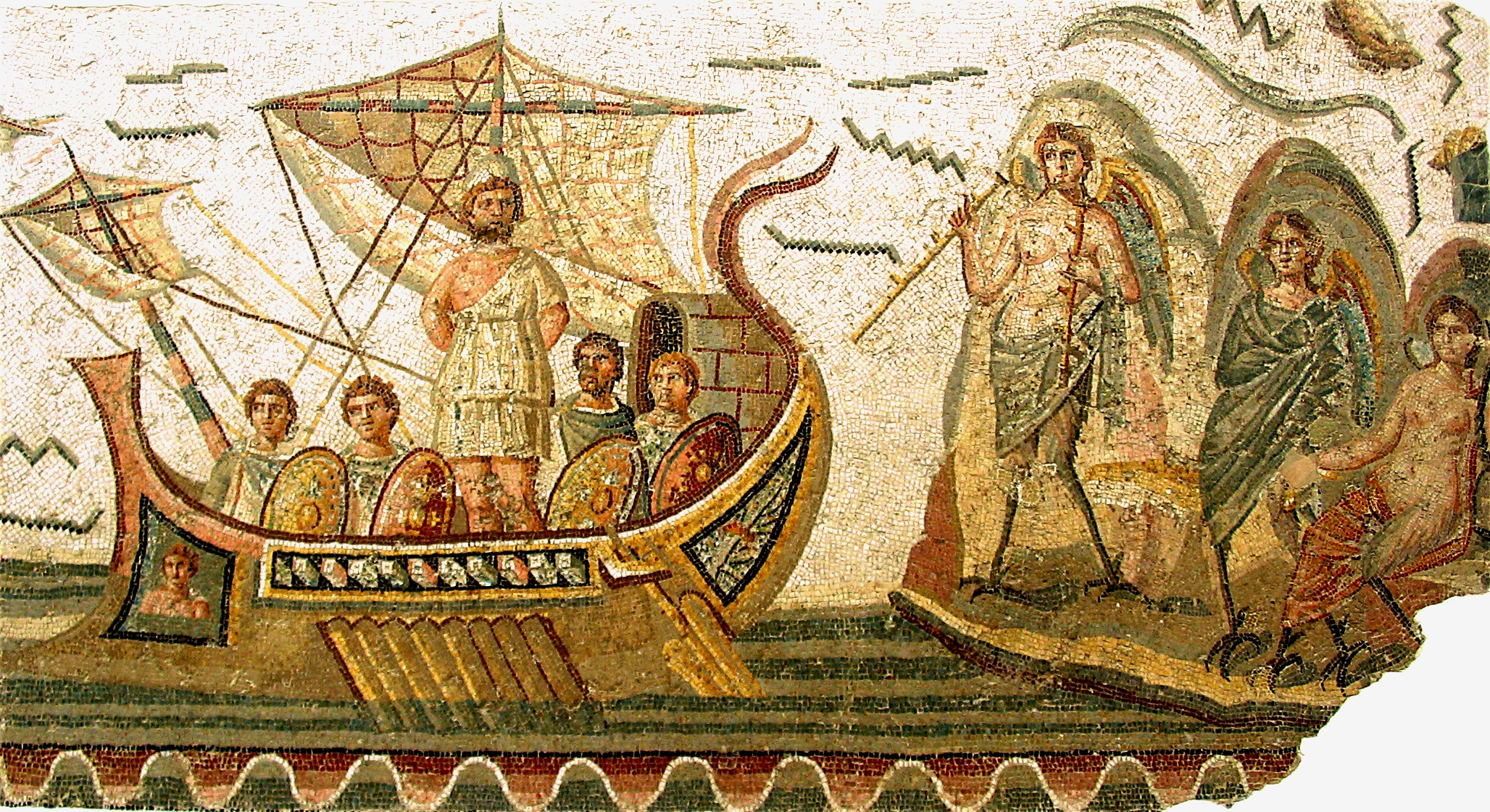
Mosaico de Odiseo y las sirenas en Dougga.
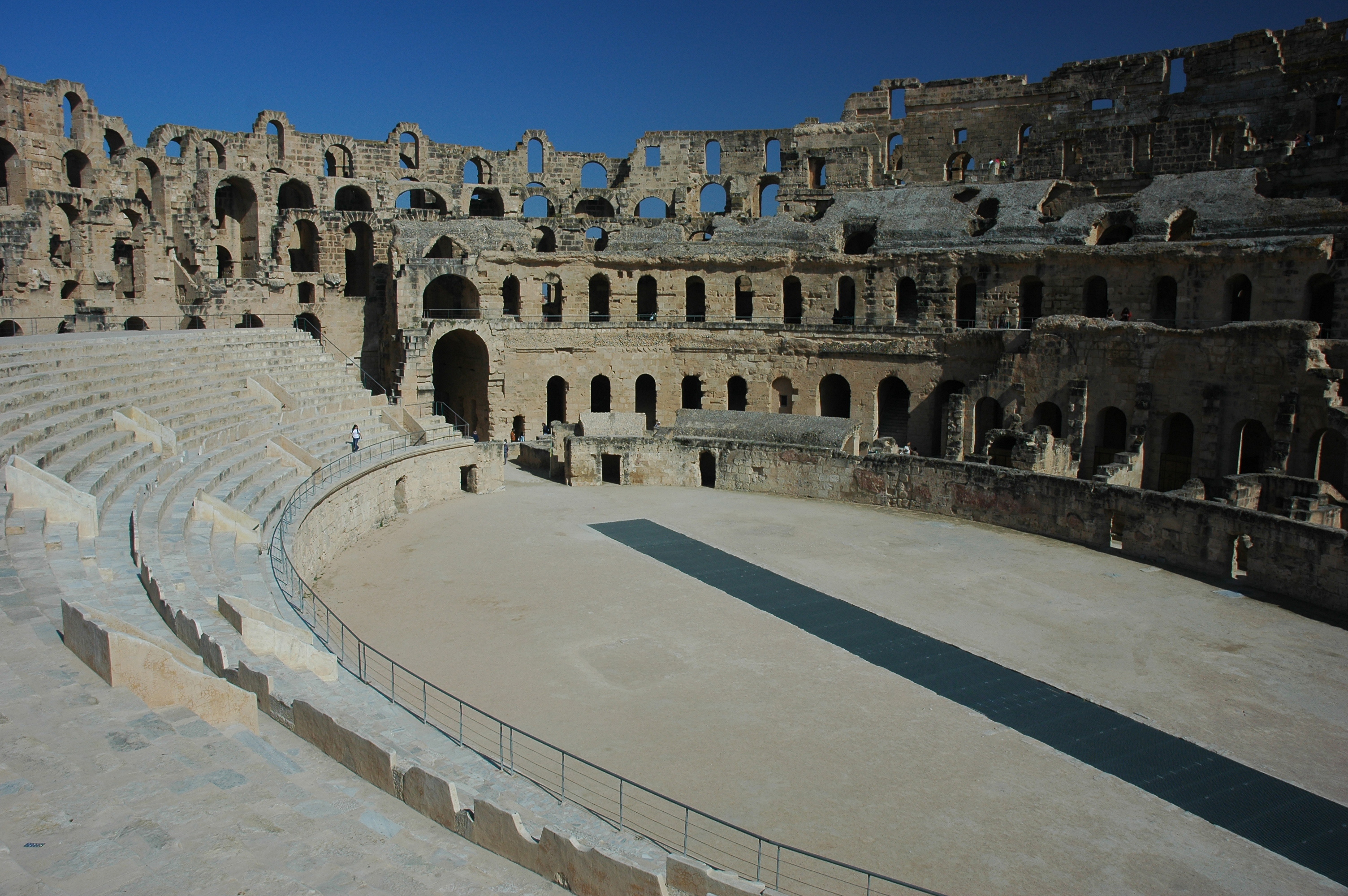
Anfiteatro de El Djem.

### Centro de expansión del cristianismo
En un espacio abierto al exterior como lo era entonces la provincia de África —Cartago estaba especialmente vinculada con las principales ciudades de Alejandría y Antioquía, que constituían dos grandes centros de evangelización—, el cristianismo se desarrolló de forma precoz, gracias a los colonos, comerciantes y soldados, y la región se convirtió en uno de los focos principales de difusión de la nueva fe, incluso cuando los enfrentamientos religiosos fueron violentos con los paganos. Así, la nueva religión se enfrentó en un inicio con la oposición popular porque el cristianismo desgarró un tejido social muy fuerte, pues el paganismo impregnaba toda la vida y sus seguidores se vieron obligados a vivir apartados de la vida doméstica y de la vida pública. La cohesión social pareció entonces estar en peligro, lo que llevó a respuestas tales como el saqueo de tumbas cristianas. A partir del segundo siglo, la provincia también aplicó sanciones imperiales, siendo certificados los primeros mártires el 17 de julio de 180: los mártires escilitanos, quienes se negaron a renegar de su fe ante el procónsul de África. Así, todos aquellos que se negaron a adherirse al culto oficial fueron torturados, abandonados en islas, decapitados, librados a las bestias feroces, quemados o crucificados.

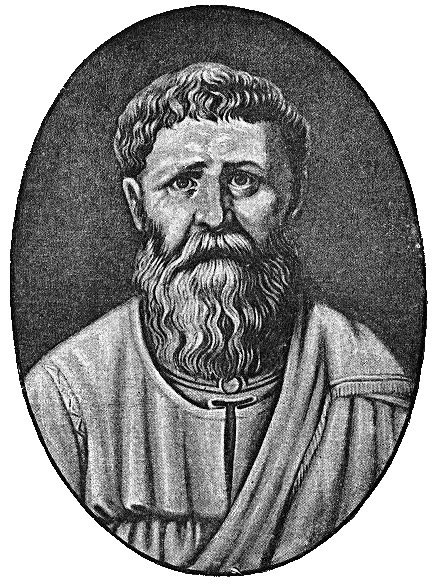
Agustín de Hipona, figura del cristianismo de África.

A pesar de su situación difícil, la nueva religión progresó en la provincia y se implantó mucho más rápidamente que en Europa, debido, especialmente, al rol social desempeñado por la Iglesia de Cartago que apareció en la segunda mitad del siglo III y al hecho de la gran densidad urbana. En este sentido, Tertuliano fue uno de los primeros autores cristianos de lengua latina y Cipriano, primer obispo de Cartago, fue martirizado el 14 de septiembre de 258, en una época en la cual la nueva religión ya se encontraba ampliamente extendida en la sociedad.
Es a partir del año 400 aproximadamente que, bajo la acción dinámica de Agustín de Hipona y el impulso de algunos obispos, los grandes terratenientes y la aristocracia urbana se adhirieron al cristianismo, donde vieron su interés, pues la Iglesia integraba entonces las diversas capas sociales. Rápidamente, la provincia de África fue considerada como un faro del cristianismo latino occidental. No obstante, esta expansión encontró obstáculos, en particular con ocasión del cisma donatista —consecuencia de las rivalidades de prelados ávidos por ocupar el cargo de primado de África— que fue condenado de forma definitiva en el Concilio de Cartago, llevado a cabo el 1 de junio de 411 y organizado por su más ardiente opositor en la persona del obispo Agustín de Hipona. Este último acusó a los cismáticos de haber cortado los lazos entre la Iglesia católica africana y las iglesias orientales originales. A pesar de esta lucha religiosa, la coyuntura económica, social y cultural era relativamente favorable al momento del triunfo del cristianismo, como lo testifican los numerosos vestigios, especialmente, las basílicas en Cartago —en particular, la de Damous El Karita— y numerosas iglesias acondicionadas en los antiguos templos paganos (como en Sbeitla) o incluso ciertas iglesias rurales. Este dinamismo perduró por largo tiempo, comprendiendo el período vándalo.

Huellas del cristianismo en Túnez
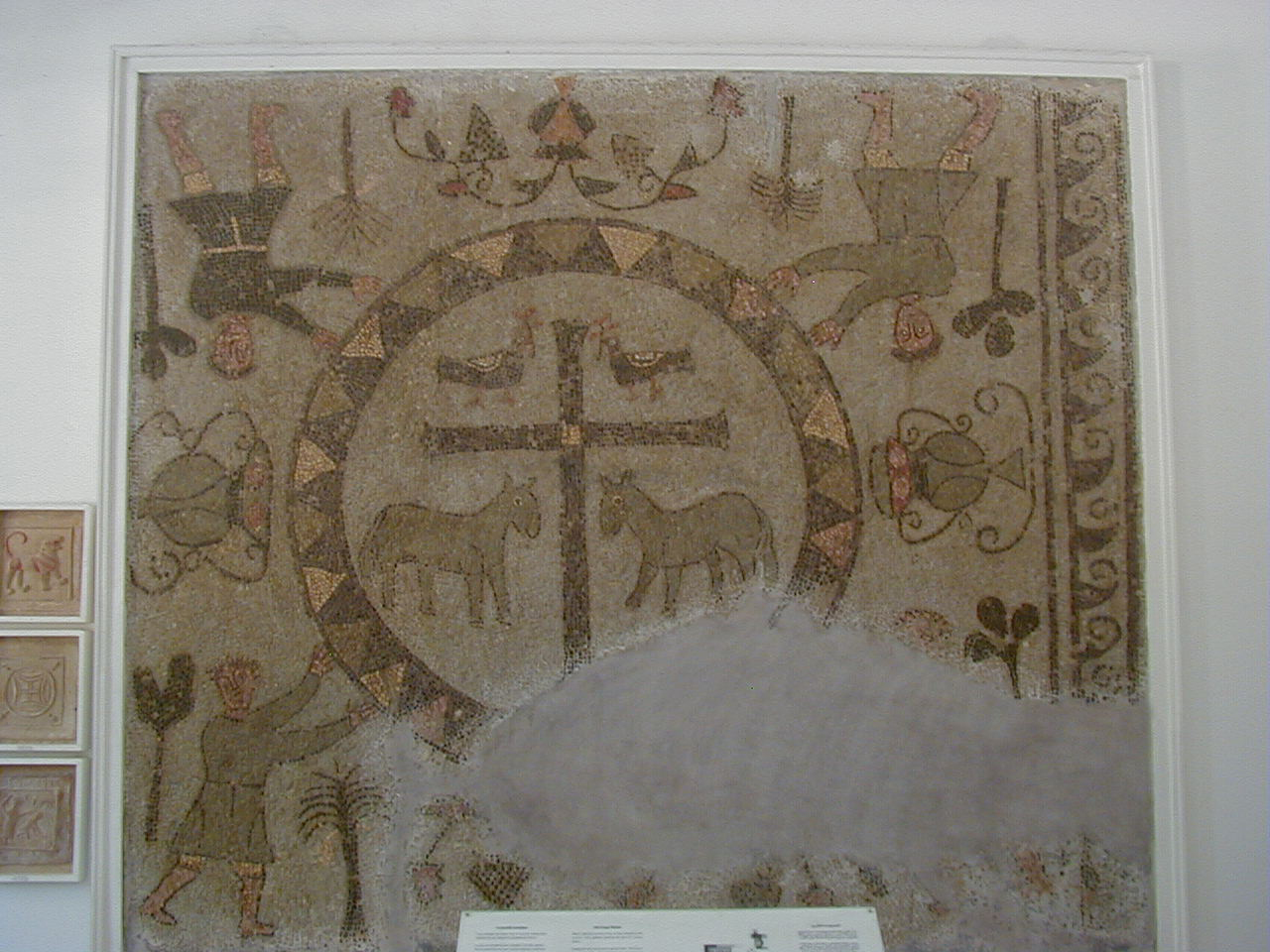
Mosaico de los cuatro evangelistas del vicus castrorum de Cartago (Museo Nacional de Cartago).
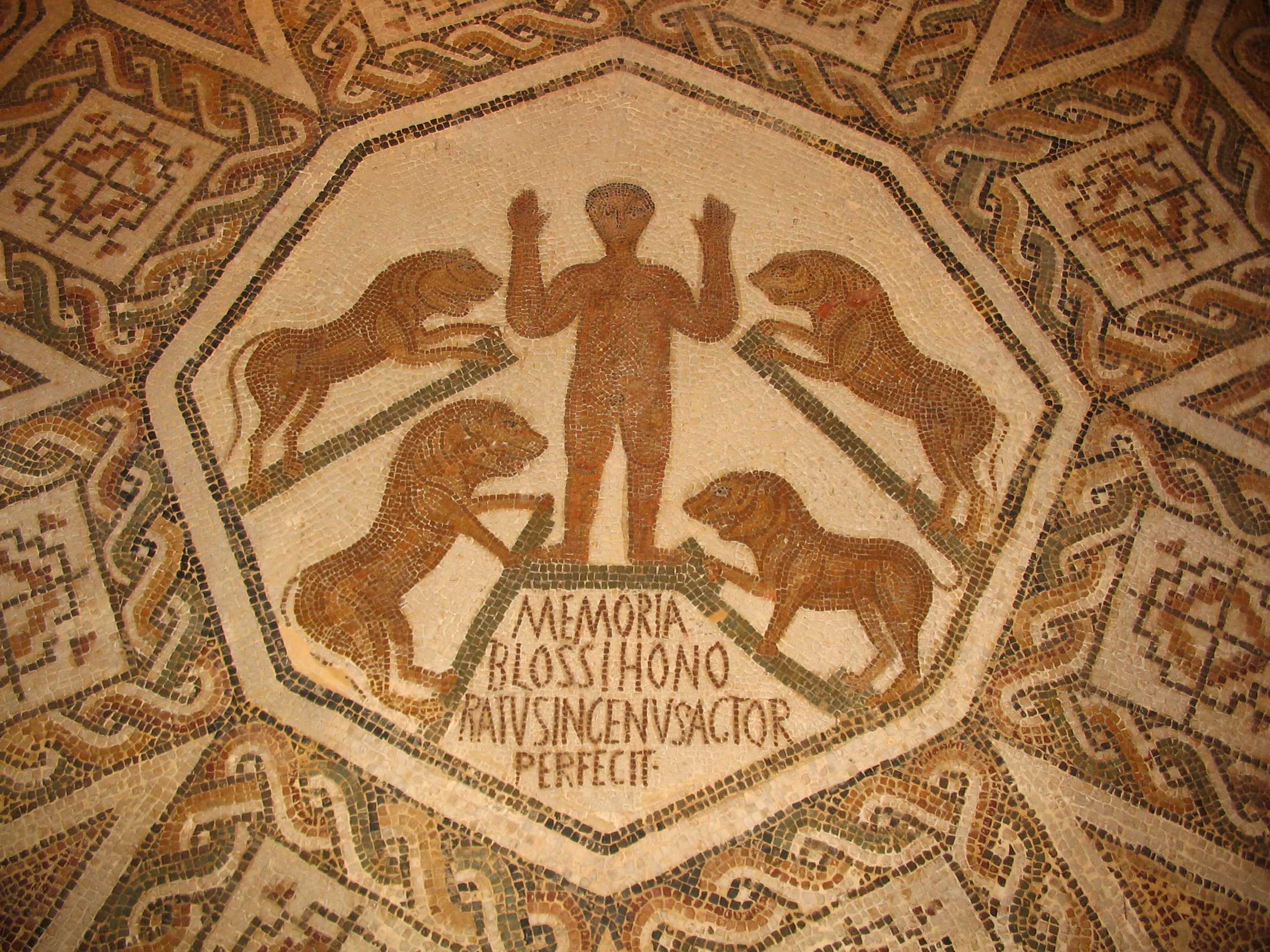
Mosaico de Daniel en la fosa de los leones, expuesto en el Museo Nacional del Bardo.
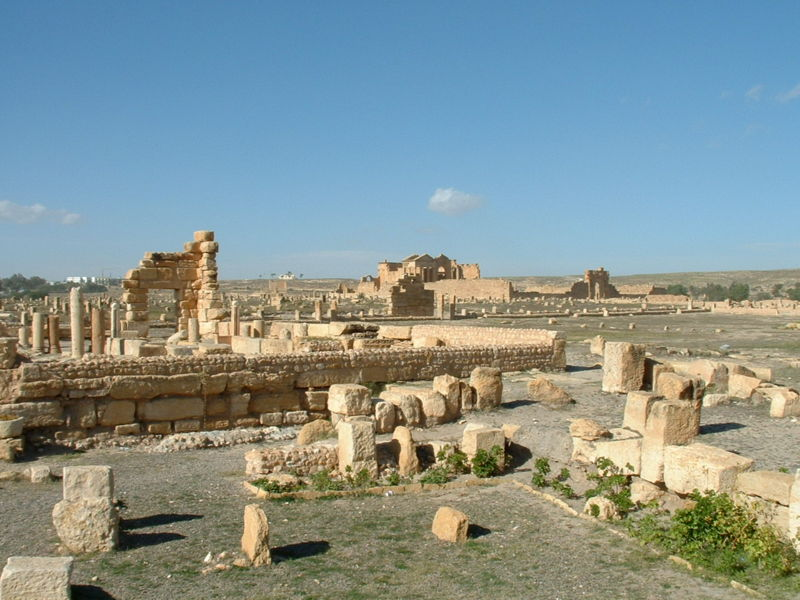
Iglesia de Sbeitla.
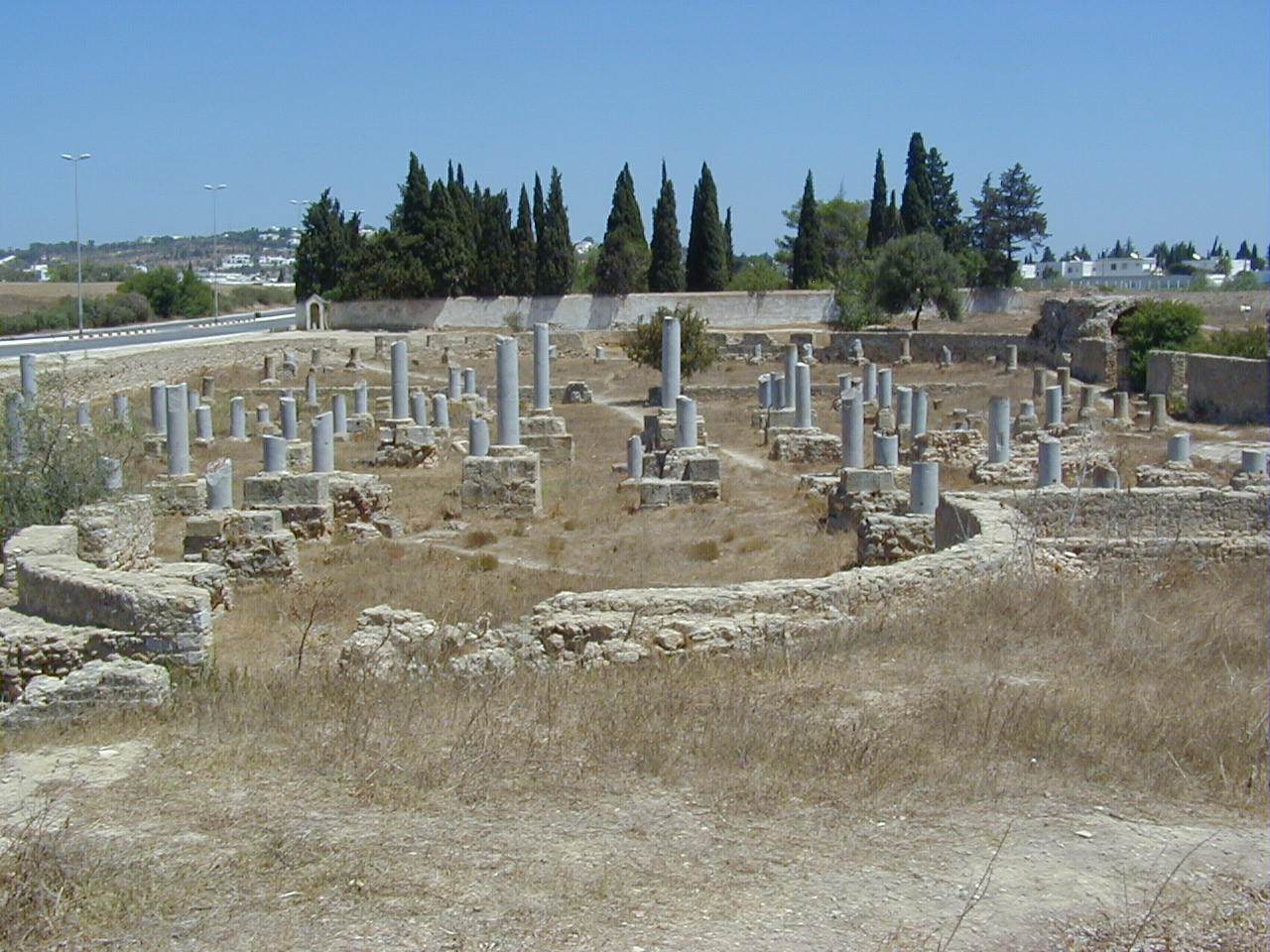
Basílica de Damous El Karita en Cartago.

## Antigüedad tardía

### Dominación vándala

Posición de Túnez en las invasiones bárbaras.

En 429, al mando de Genserico, los vándalos y los alanos franquearon el estrecho de Gibraltar. El 19 de octubre de 439, después de haber conquistado Hipona, llegaron a Cartago, donde instalaron su reino durante casi un siglo. Los vándalos profesaban el arrianismo, declarado herejía en el concilio de Nicea, lo que dificultó sus relaciones con los notables locales, mayoritariamente católicos. De hecho, el clero africano se opuso a lo que representaba a sus ojos un doble perjuicio: la dominación de los bárbaros y la de los herejes. Ahora bien, los vándalos exigían a la población una fidelidad total a su poder y a su fe. En consecuencia, cuando intentaron oponerse a los vándalos, los cristianos fueron perseguidos: muchos hombres de Iglesia fueron martirizados, encarcelados o desterrados a los campos al sur de Gafsa. En el ámbito económico, los vándalos aplicaron a la Iglesia la política de confiscación que debieron padecer los grandes terratenientes. Las propiedades y sus esclavos fueron transferidos al clero arriano. Esta política se endureció cuando Hunerico sucedió a su padre. En primer lugar, comenzó una sangrienta persecución contra los maniqueos y luego prohibió que quienes no se adhirieran a la Iglesia oficial ocuparan un cargo en la administración pública. A la muerte de Hunerico, lo sucedieron sus sobrinos Guntamundo y, luego, Trasamundo, quienes prosiguieron con la política de "arrianización". Se sobrecargó el clero católico con impuestos y multas y Trasamundo condenó a 120 obispos al exilio.

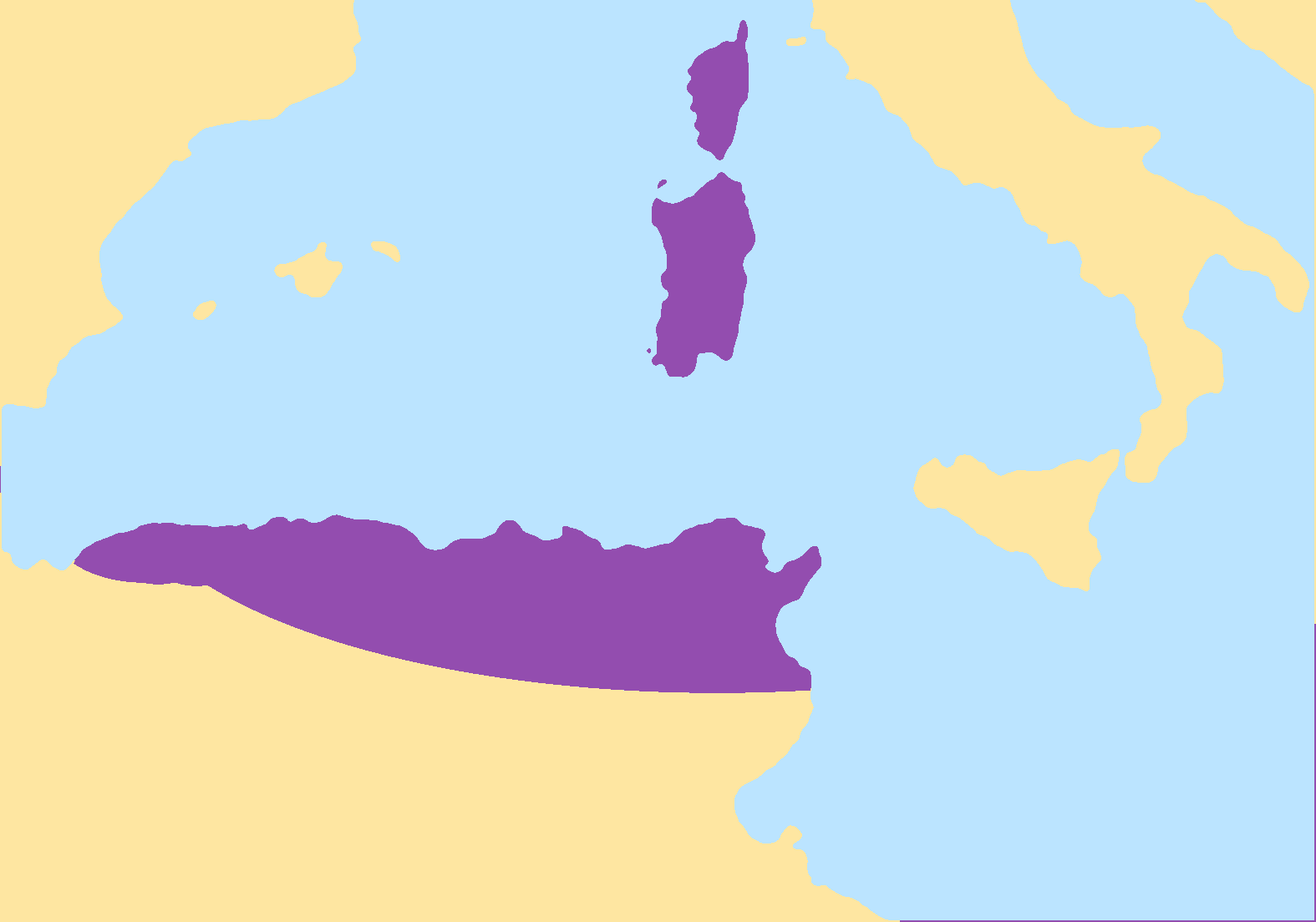
Extensión aproximada del reino vándalo alrededor de 455.

Los testimonios literarios sobre el período vándalo, en particular de Víctor de Vita, son muy severos cuando se refieren a su modo de gobernar. La arqueología da cuenta igualmente de destrucciones importantes en la época del reino vándalo, como lo muestra el teatro y el odeón de Cartago; sin embargo, "la mayor parte de historiadores modernos [consideran este periodo] como un corto paso, un acontecimiento de corta duración" o "un episodio".
No obstante, la cultura latina fue ampliamente preservada y el catolicismo prosperó siempre que no se opuso al soberano del lugar. Los mismos vándalos, convertidos en jefes de la antigua provincia romana más rica del Imperio, se dejaron llevar por la dulzura de vivir en Túnez. El reclutamiento de su ejército decreció en tal medida que prefirieron enrolar a autóctonos bereberes, romanizados en su mayor parte. Su territorio, cercado por principados bereberes, fue atacado por las tribus nómadas de camelleros. Finalmente, su derrota frente a las tropas del Imperio romano de Oriente, en diciembre de 533, en la batalla de Tricamerón, confirmó el aniquilamiento del poder militar vándalo.

### Período bizantino
Cartago fue tomada fácilmente por los bizantinos dirigidos por el general Belisario, enviado por Justiniano I. El primer objetivo del emperador se centró en controlar el Mediterráneo occidental con miras a reconstituir el Imperio romano. El ejército bizantino, compuesto por mercenarios hérulos y hunos, derrotó a la caballería vándala, tan temida en otro tiempo, y el último rey de los vándalos, Gelimer, se rindió en 534. A pesar de la resistencia de los bereberes, los bizantinos restablecieron la esclavitud e instituyeron fuertes impuestos. La mayoría de los vándalos fue deportada al Oriente como esclavos, mientras que otros fueron enrolados, por su voluntad o por la fuerza, en el ejército bizantino como soldados auxiliares. Por otra parte, el sistema de administración romano fue restablecido.

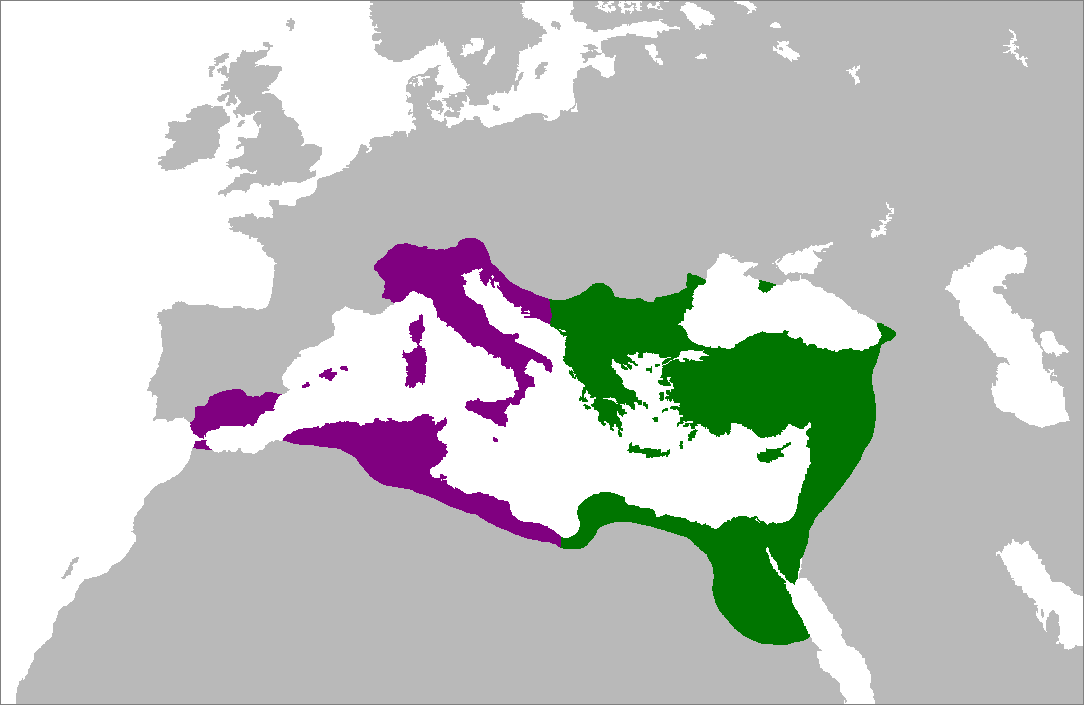
Territorios del Imperio bizantino en el :
Territorios originales del Imperio
Territorios conquistados durante el reinado de Justiniano I.

Con ocasión del concilio de 534, el obispo de Cartago reunió a 220 obispos con el propósito de examinar el problema que suponía la intención de los bizantinos de transformar a los obispos en simples ejecutores de sus órdenes. En este sentido, el concilio sostuvo que el Emperador debía hacer cumplir los cánones eclesiásticos, pero no tenía por qué determinarlos. Justiniano reaccionó enérgicamente contra esta declaración: los rebeldes eran merecedores de castigos corporales y el exilio, mientras que los más recalcitrantes fueron sustituidos por hombres al servicio del Imperio. La Iglesia de África fue, de esta manera, reprendida. Justiniano convirtió entonces a Cartago en la sede de su diócesis de África. A fines del siglo VI, la región fue puesta bajo la autoridad de un exarca que acumulaba los poderes civiles y militares, y disponía de una gran autonomía con respecto al emperador. Pretendiendo imponer el cristianismo de Estado, los bizantinos persiguieron el paganismo, el judaísmo y las herejías cristianas como el monofisismo; sin embargo, a raíz de la crisis monotelista, los emperadores bizantinos, opuestos a la Iglesia local, se apartaron de la ciudad. Ahora bien, con una África bizantina arrastrada al marasmo, un estado de ánimo insurreccional sacudió a las confederaciones de tribus sedentarizadas y constituidas en principados. Estas tribus bereberes eran aún más hostiles al Imperio bizantino, en tanto eran conscientes de su propia fuerza. En cuanto al pueblo, subordinado a la administración, presionado por el fisco y expuesto a las exacciones de los gobernadores, vino a echar de menos los tiempos de los vándalos.
Incluso antes de su toma en 698, la capital y en cierta medida —menos fácil de entender— la provincia de África fueron desalojadas por sus habitantes bizantinos. La decadencia fue significativa después de la reconquista llevada a cabo por Justiniano. Abdelmajid Ennabli evoca a Cartago como una ciudad "olvidada por el poder central, preocupado por su propia supervivencia". Desde inicios del siglo VII, la arqueología testifica en efecto un repliegue.

## Edad Media árabe-musulmana
Esta era estuvo marcada por el desarrollo urbanístico del país y por la aparición de grandes pensadores, como Ibn Jaldún, historiador y padre de la sociología.

### Islamización y arabización del territorio
Fueron necesarias tres expediciones para que los árabes lograran conquistar Túnez. En este contexto, la conversión al islam de las tribus no tuvo lugar de manera uniforme, sino que encontró resistencias con apostasías puntuales o la adopción de sincretismos. La arabización se llevó a cabo de manera más lenta todavía.

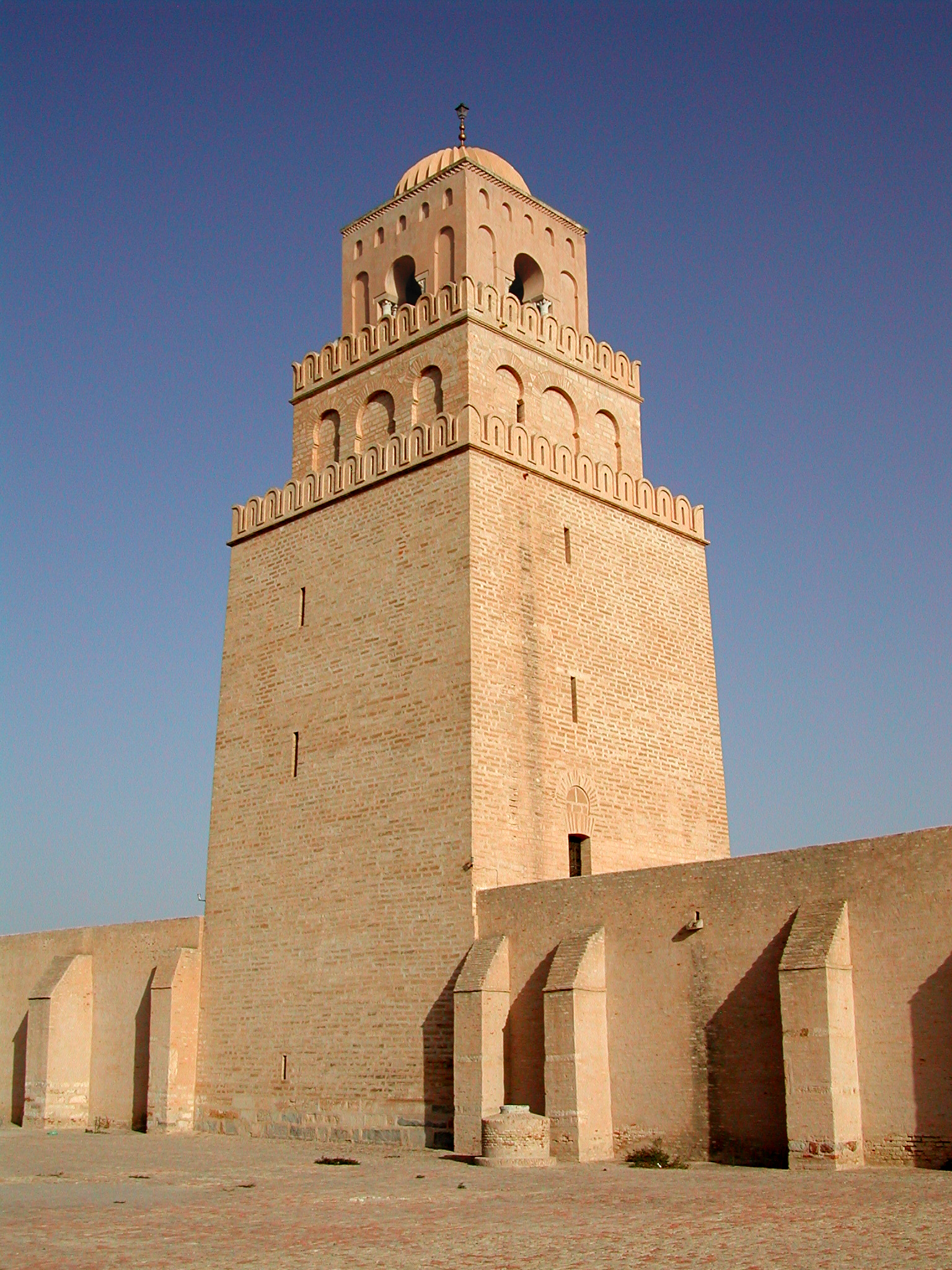
Alminar de la Gran mezquita de Kairuán, fundada en 670 por Uqba ibn Nafi.

La primera expedición fue lanzada en 647. El exarca Gregorio fue derrotado en Sbeitla, lo que ilustró la existencia de puntos débiles por parte de los bizantinos. En 661, una segunda ofensiva terminó con la toma de Bizerta. El tercer ataque, lanzado en 670 por Uqba ibn Nafi, fue decisivo: este último fundó la ciudad de Kairuán en el transcurso del año siguiente, la cual se convirtió en la base de las expediciones contra el norte y el oeste del Magreb. La invasión total no se llegó a completar debido a la muerte de Ibn Nafaa en 683. Un jefe bereber, Kusaila, reconquistó Kairuán. Enviado en 693 con un poderoso ejército árabe, el general gasánida Hassan Ibn Numan logró vencer al exarca y reconquistar Cartago en 695. Solo resistieron algunos bereberes dirigidos por Kahina. Aprovechando su superioridad naval, los bizantinos desembarcaron un ejército que se apoderó de Cartago en 696, mientras que Kahina ganó una batalla contra los árabes en 697; sin embargo, estos últimos lograron retomar definitivamente Cartago en 698 tras un nuevo esfuerzo, además de vencer y matar a Kahina. Cartago fue progresivamente abandonado en favor de un nuevo puerto cerca de la ciudad de Túnez y los musulmanes, muy activos en el Mediterráneo occidental, comenzaron a invadir Sicilia y las costas italianas.
A diferencia de los invasores precedentes, los árabes no se contentaron con ocupar la costa y emprendieron la conquista del interior del país. Tras haberse resistido, los bereberes se convirtieron a la religión de sus conquistadores, principalmente a través de su reclutamiento en las filas del ejército victorioso. Entonces, se organizaron centros de formación religiosa (en Kairuán, por ejemplo) en el interior de las nuevas rábidas. Además, la mezquita de Zaytuna fue edificada en Túnez por los omeyas alrededor de 732. No se podría estimar la amplitud de este movimiento de adhesión al islam. Además, muchos de ellos se negaron a la asimilación, rechazaron la religión dominante y se adhirieron al jariyismo, herejía surgida en Oriente que proclamaba la igualdad de todos los musulmanes sin distinción de raza ni clase. En 745, los jariyíes bereberes se apoderaron de Kairuán bajo el mando de Abu Qurra, de la tribu de los Banū Ifrēn. La región siguió siendo una provincia omeya hasta 750, cuando la lucha entre los omeyas y los abásidas llegó a su fin cuando estos últimos se la arrebataron. De 767 a 776, los jariyíes bereberes bajo el mando de Abu Qurra se apoderaron de todo el territorio, pero se retiraron finalmente a su reino de Tremecén, tras haber matado a Omar Ibn Hafs, apodado Hezarmerd, dirigente de Túnez en esta época.

### Aglabíes

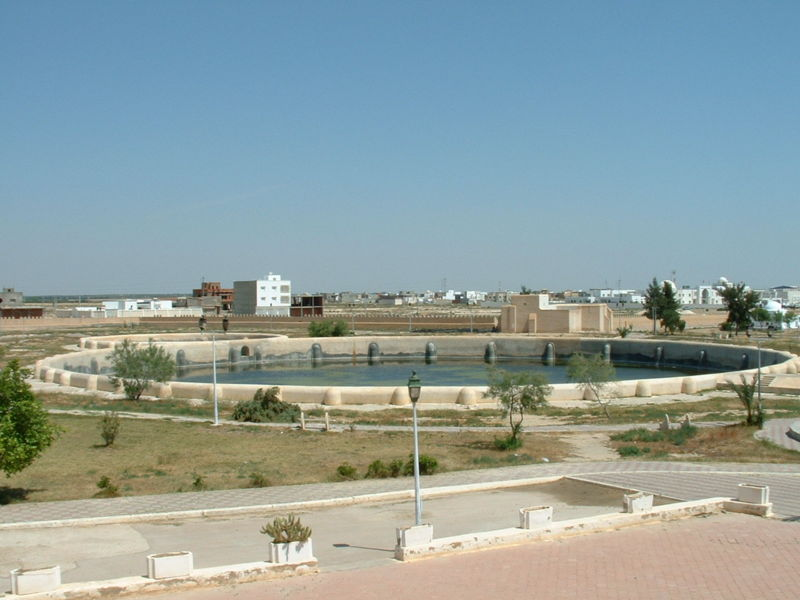
Estanques de los aglabíes en Kairuán.

En 800, el califa abásida Harún al-Rashid delegó su poder en Ifriqiya al emir Ibrahim I ibn Aglab y le otorgó el derecho de transmitir sus funciones por vía hereditaria. Al-Aghlab estableció la dinastía de los aglabíes que reinó durante un siglo sobre el Magreb central y oriental. El territorio gozó de una independencia formal, aunque sin dejar de reconocer la soberanía abasida. Luego, los emires aglabíes continuaron prestando juramento de lealtad al califa abasida, de modo que bajo el reinado de Mamun (813-833), los aglabíes pagaron anualmente sus impuestos.

Extensión máxima del reino de los aglabíes.

Túnez se convirtió en un foco cultural importante con la influencia de Kairuán, dotada de una Casa de la sabiduría abierta a los intelectuales y de su Gran Mezquita, un centro cultural de gran renombre. La mezquita de Zaytuna de Túnez, segunda mezquita más grande de Túnez después de la de Kairuán, fue reconstruida en su totalidad. Kairuán, descrita por Uqba ibn Nafi como "un bastión del Islam hasta el fin de los tiempos", fue elegida como capital antes de ser remplazada por Raqqada y El Abbasiyya, considerados sus "satélites".
El auge económico de Ifriqiya fue el más significativo del Magreb gracias a las exportaciones de oro de la región de Sudán. Se ideó una buena política hídrica que tuvo como resultado el desarrollo de la agricultura: numerosas obras hidráulicas romanas fueron renovadas —en especial, la cisterna de Sufra de Susa— y se construyó una buena cantidad de nuevas obras; tal es el caso de los estanques de Kairuán. Desde un punto de vista militar, los aglabiés erigieron fortificaciones, en particular, las murallas de Sfax y las rábidas de Susa y de Monastir.
Se dotaron de una potente flota de combate para descartar el peligro chiita que provenía del mar, manteniendo buenas relaciones con Egipto y con el reino de Tahert. Esta flota y sus defensas les permitieron no solo tomar Malta, sino sobre todo atacar Sicilia en 827, bajo el reinado de Abu Ishak Ibrahim II (875-902). A finales del reinado de este último, la ciudad de Túnez se convirtió en la capital del emirato hasta 909.

### Fatimíes y Ziríes

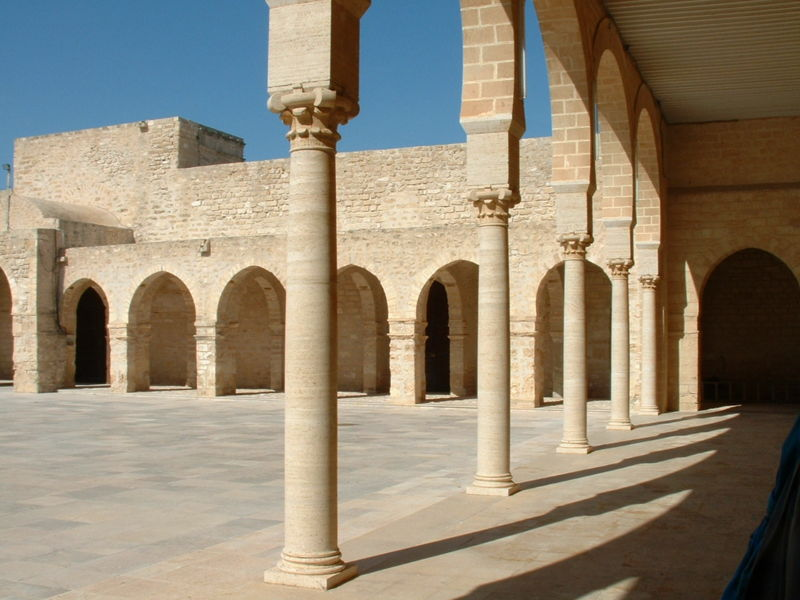
Gran mezquita de Mahdia construida por los fatimíes chiitas.

Abu Abd Allah ach-Chi'i, quien declaró descender de Fátima az-Zahra —hija del profeta Mahoma y esposa de Ali ibn Abi Tálib, venerada por los chiitas—, ayudado por los bereberes que se oponían al dominio de los aglabíes, se dirigió a su reino. Apoyado por las tribus kutama que formaron un ejército fanático, la acción del prosélito ismaelista tuvo como resultado la desaparición del emirato en una quincena de años (893-909). En diciembre de 909, Ubayd Allah al-Mahdi se proclamó califa y fundó la dinastía de los fatimíes que declaró usurpadores a los califas omeyas y abásidas, adeptos al sunismo. Velando por una política fiscal rigurosa y determinado a imponer el chiismo, se enfrentó a una fuerte oposición mostrada por un frustrado complot en 911. A pesar de ello, el Estado fatimí se impuso progresivamente sobre toda el África del Norte, controlando las rutas de las caravanas y el comercio con el África subsahariana. En 921, se fundó la ciudad de Mahdía, siendo proclamada capital del califato. Fue la primera capital establecida por los árabes en el litoral. En 945, Abū Yazīd, de la tribu de los Banū Ifrēn, organizó sin éxito una gran revuelta bereber para expulsar a los fatimíes. El tercer califa fatimí, Isma'il al-Mansur Bi-Nasrillah, trasladó la capital a Kairuán y se apoderó de Sicilia en 948. Cuando la dinastía fatimí trasladó su base hacia el este en 972, tres años después de la conquista final de la región, y sin abandonar su soberanía sobre Ifriqiya, el califa Ma'ad al-Muizz Li-Dinillah confió a Bologhine ibn Ziri —fundador de la dinastía de los ziríes— la tarea de gobernar la provincia en su nombre. Paralelamente, lanzó una expedición hacia Oriente, donde fundó El Cairo en 973. Los ziríes asumieron gradualmente su independencia con respecto al califa fatimí, lo que terminó con la ruptura con este soberano entonces lejano.
En consecuencia, se inició la era de la emancipación bereber. El envío desde Egipto de tribus árabes nómadas (los hilalianos) sobre Ifriqiya marcó la respuesta de los fatimíes a esta traición; sin embargo, la llegada de estas tribus que se remontaría a 1048 podría ser aún más antigua. Los hilalianos seguidos por los Banu Sulaym —de los cuales se estima un número total de 50 000 guerreros y 200 000 beduinos— se pusieron en ruta después de que les fueran distribuidos títulos de propiedad en nombre del califa fatimí. Muizz ibn Badis sufrió un primer desastre cerca de Gabes, mientras que Kairuán resistió por cinco años antes de ser ocupada y saqueada. El soberano se refugió entonces en Mahdia en 1057, mientras que los nómadas continuaron expandiéndose en dirección a Argelia, quedando el valle de Meyerda como la única ruta frecuentada por los mercaderes. En 1087, bajo el reinado de Tamin ibn Muizz (1062-1108), hijo de Muizz ibn Badis, los pisanos y los genoveses, estimulados por el papa Víctor III, ingresaron brevemente en la ciudad y la saquearon. Habiendo fracasado en su tentativa de establecerse en la Sicilia retomada por los normandos, la dinastía zirí se esforzó sin éxito durante noventa años en recuperar una parte de su territorio para organizar expediciones de piratería y enriquecerse gracias al comercio marítimo. Los normandos tomaron Mahdia en 1148 y se mantuvieron en ella durante una docena de años. Ifriqiya fue entonces repartida entre los hamadidas en Túnez, los últimos ziríes, los normandos de Sicilia y los príncipes hilalianos que se impusieron a su turno.

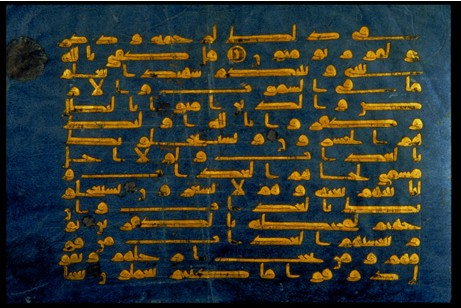
El Corán azul (pergamino del siglo -).

En el plano económico, los hilalianos devastaron los cultivos y saquearon los pueblos, obligando a la población rural a refugiarse en las ciudades. Vastos dominios agrícolas que vivían en simbiosis con las aglomeraciones urbanas, se convirtieron en estepas, lo que tuvo como resultado un marasmo general; sin embargo, las rebaños de los hilalianos, compuestos por cabras, carneros y asnos, se adaptaron mejor a la vegetación y la multiplicación de los dromedarios permitió a los pastores emigrar hacia el sur. En el plano político, la caída de Kairuán significó el colapso del poder central zirí y la instauración de feudos, cuyos jefes pagaban tributos a los dirigentes hilalianos que controlaban sus zonas. La ciudad de Túnez hizo incluso un llamado a los hamadidas quienes nombraron un gobernador; de esta manera, se creó un principado independiente bajo la dinastía de los Khurasanidas.
Los historiadores árabes son unánimes en considerar esta migración como el acontecimiento más decisivo de la Edad Media magrebí, caracterizada por un avance difuso de familias enteras que rompieron el equilibrio tradicional entre nómadas y sedentarios bereberes. Las consecuencias sociales y étnicas marcaron así definitivamente la historia del Magreb con el mestizaje de la población. Desde la segunda mitad del siglo VII, el idioma árabe se convirtió en la lengua utilizada por las élites urbanas y las cortes. Con la invasión hilaliana, las lenguas bereberes fueron más o menos influenciadas por la arabización, comenzando por aquellas de Ifriqiya oriental.

### Almohades

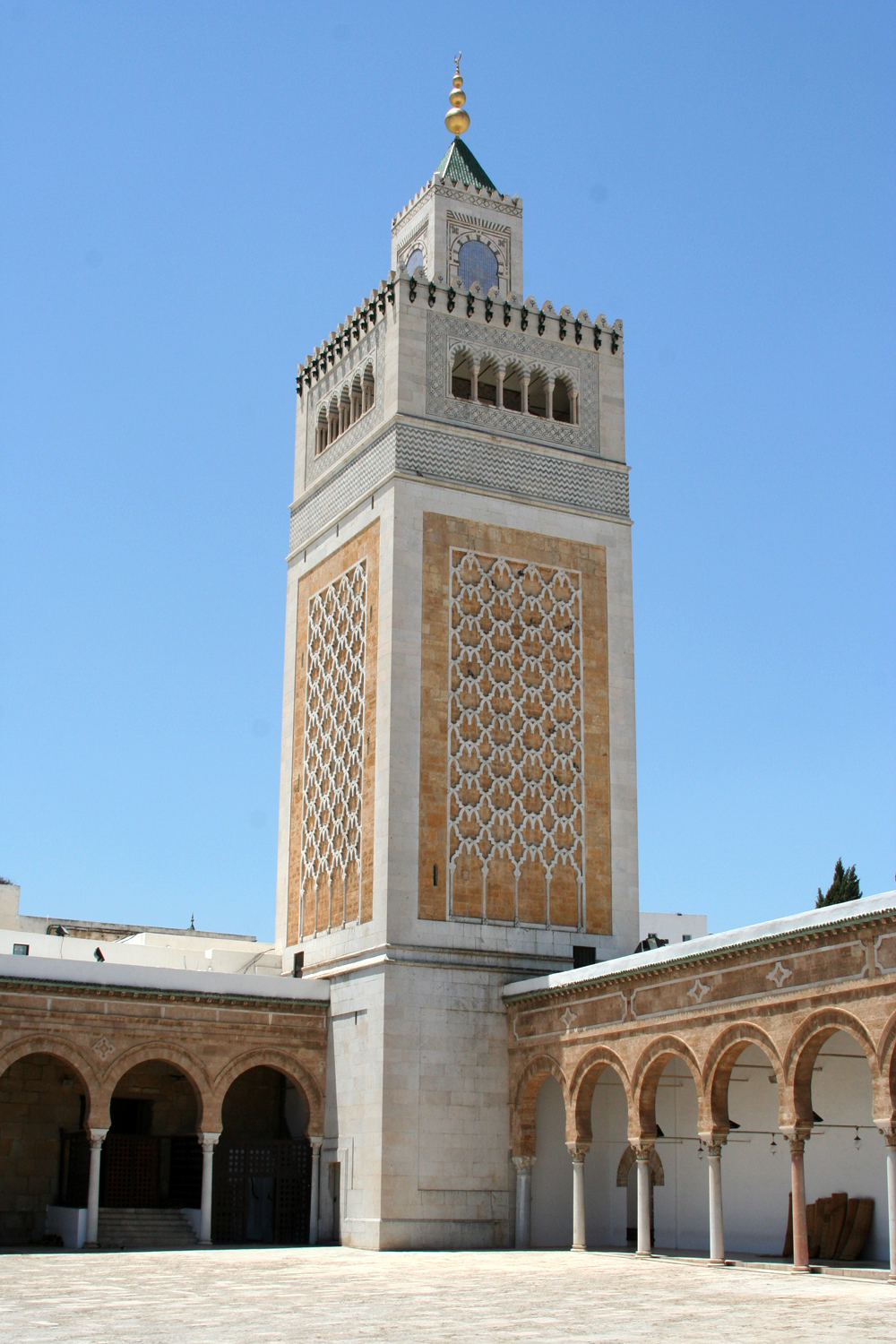
Alminar de la mezquita de Zaytuna de estilo almohade.

El conjunto del territorio de Ifriqiya terminó por ser ocupado por el ejército del sultán almohade Abd Al-Mumin con ocasión de su expedición desde el norte de Marruecos.
A partir del primer tercio del siglo XII, Túnez fue regularmente atacada por los normandos de Sicilia y del sur de Italia, desde su base en el Reino de Sicilia. En 1135, el rey normando Rogelio II se apoderó de Yerba y, en 1148, fueron Mahdia, Susa y Sfax las que cayeron en manos de los normandos; no obstante, en el curso de los años siguientes, estos fueron progresivamente expulsados por una flota almohade con 200 000 hombres. En siete meses, los normandos fueron repelidos hasta Sicilia y Mahdia, su última plaza fuerte, fue retomada por los almohades marroquíes en 1160. Por la misma época, tuvo lugar por primera vez la unificación política del Magreb y, de hecho, la constitución del Estado norteafricano musulmán más poderoso de la Edad Media: el Imperio almohade. La economía entró en apogeo y se establecieron relaciones comerciales con las principales ciudades del entorno Mediterráneo (Pisa, Génova, Marsella, Venecia y ciertas ciudades de España). El auge incluyó también el ámbito cultural, con las obras del gran historiador y padre de la sociología, Ibn Jaldún; el siglo almohade es considerado como la «edad de oro» del Magreb. Se desarrollaron grandes ciudades y se erigieron las más bellas mezquitas en esta época.

### Háfsidas
Los almohades confiaron Túnez a Abû Muhammad 'Abd al-Wâhid ben Abî Hafs, pero su hijo Abû Zakariyâ Yahyâ se separó de ellos en 1228 y fundó la nueva dinastía bereber de los háfsidas. Adquirió su independencia en 1236 y gobernó Túnez hasta 1574, lo que la convierte en la primera dinastía tunecina por su duración. Se estableció la capital del país en Túnez y esta se desarrolló gracias al comercio con venecianos, genoveses, aragoneses y sicilianos.

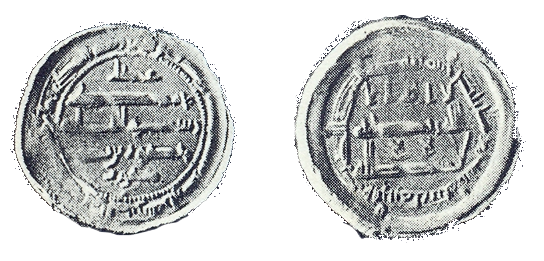
Monedas háfsidas en el Museo del Bardo en Túnez.

El sucesor de Abû Zakariyâ Yahyâ, Abû 'Abd Allah Muhammad al-Mustansir, se proclamó califa en 1255 y prosiguió la política de su padre. Fue durante su reinado cuando tuvo lugar la Octava Cruzada, liderada por Luis IX de Francia y que resultó un fracaso. Habiendo desembarcado en Cartago, el rey murió por la peste en medio de un ejército diezmado por esa enfermedad en 1270. En 1319, bajo el reinado de Abu Yahya Abu Bakr al-Mutawakkil (1318-1346), los háfsidas ampliaron su territorio hacia el oeste hasta Constantina y Bugía, y hacia el este hasta la Tripolitania. A su muerte, en 1346, el reino cayó en la anarquía.
Fuera de la labor pionera de Ibn Jaldún, la vida intelectual acusó un fuerte retroceso durante la era háfsida que "duda entre las influencias andaluzas un poco decadentes y las influencias orientales sin brillo". Por otra parte, el mismo Ibn Jaldún siguió siendo por mucho tiempo poco conocido, a pesar de que, en el siglo XVIII, "Ali I Bey [hubiera copiado] un ejemplar en Fez para que las letras tunecinas puedan disponer de una copia de la obra de su ilustre compatriota". Por su parte, Charles-André Julien ha calificado a los háfsidas de "conservadores de una civilización a la cual no aportaron gran cosa original".

## Entre otomanos y españoles

### Rivalidades en el Mediterráneo

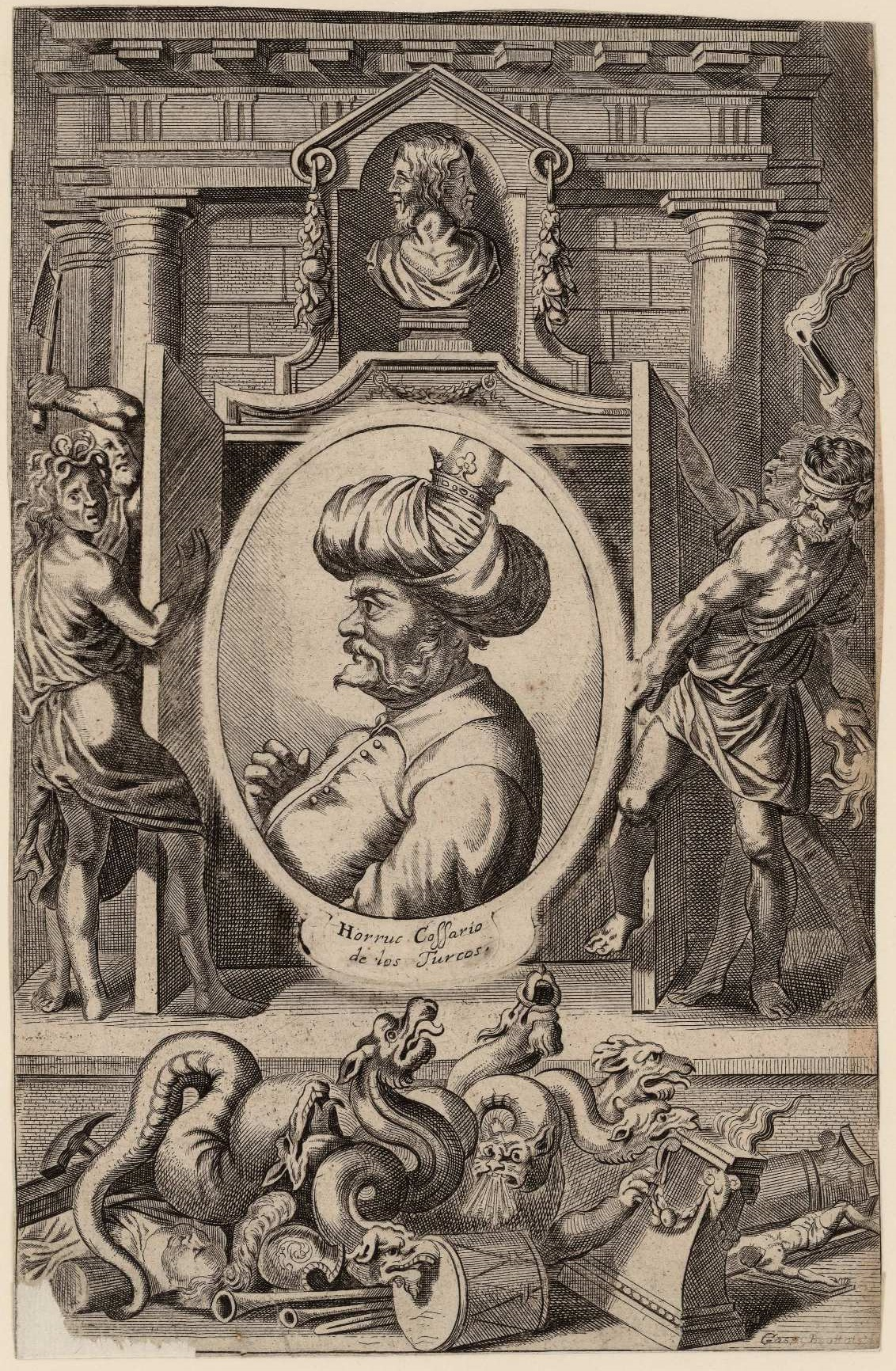
Gaspar Bouttats: Retrato de Horruc (Barbarroja), aguafuerte, 1681. Inscripción: "Horruc Cossario de los Turcos". Biblioteca Nacional de España.

Los háfsidas de Túnez se debilitaron poco a poco y después de la batalla de Kairuán en 1348 perdieron el control de sus territorios a favor de los meriníes de Abu Inan Faris, mientras que Ifriqiya, golpeada directamente por la peste de 1384, continuó sufriendo una desertificación demográfica que se había iniciado con las invasiones hilalianas. Fue entonces cuando comenzaron a llegar los moros musulmanes y los judíos andalusíes, quienes huían de la pérdida del Reino de Granada en 1492 y ocasionaron problemas de asimilación.
A continuación, los soberanos españoles Fernando II de Aragón e Isabel I de Castilla decidieron proseguir la Reconquista hasta las costas magrebíes con el fin de proteger sus propias costas. En una década, tomaron las ciudades de Mazalquivir, Orán, Bugía, Trípoli y el islote situado frente a Argel. Para liberarse, las autoridades de la ciudad solicitaron la ayuda de dos corsarios famosos de origen griego: los hermanos Baba Aruj y Jeireddín Barbarroja. Ello se debió a que la piratería en el Mediterráneo era para entonces "una institución antigua y generalizada", según Fernand Braudel. Esta intervención fue un acontecimiento importante que dio inicio a un período de confrontación entre España y el Imperio otomano por el dominio de los territorios del Magreb, con excepción de Marruecos, y de la cuenca occidental del Mediterráneo.
Túnez ofrecía un entorno propicio y los hermanos Barbarroja lo ilustraron particularmente. En efecto, Aruj recibió del acosado soberano háfsida la autorización para utilizar el puerto de La Goleta y, luego, la isla de Yerba, como base. Rodeados de marinos turcos, como Turgut Reis, calabreses, sicilianos, corsos o daneses, se hicieron conocidos en Europa bajo el nombre de piratas berberiscos, jugando con los nombres "bárbaros" y "bereberes". Después de la muerte de Aruj, su hermano Jeireddín Barbarroja se convirtió en vasallo del sultán de Estambul. Nombrado gran almirante del Imperio otomano, se apoderó de Túnez en 1534, pero debió retirarse tras la toma de la ciudad por la armada española, compuesta por 400 barcos, que Carlos I de España envió en 1535. El sultán háfsida fue entonces restablecido en sus derechos bajo la protección de Carlos I y el país pasó a estar bajo tutela del reino de España.
Durante este tiempo, el gobierno otomano se dotó de la flota que le hacía falta. En 1560, Turgut Reis llegó a Yerba y, en 1574, Túnez fue retomada por los otomanos que la convirtieron en una provincia de su imperio en 1575, aunque los gobernadores turcos se arraigaron en los puertos mientras los beduinos mantuvieron su propio gobierno. En 1581, Felipe II de España reconoció como posesión turca la regencia de Túnez, así como la de Argel, la Cirenaica y la Tripolitania, convirtiéndose para los cristianos en las "regencias berberiscas". Desde entonces, Inglaterra y Francia tomaron el relevo a España en el Mediterráneo occidental: la primera atacó las bases berberiscas en 1622, 1635 y 1672; la segunda lo hizo en 1661, 1665, 1682 y 1683.

### Emancipación paulatina

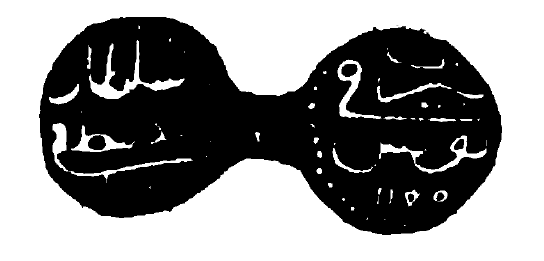
Monedas tunecinas de 1761.

Por tanto, a pesar de sus victorias, los otomanos apenas lograron establecerse en Túnez y la conquista del interior del territorio no fue culminada hasta los reinados de Ali II Bey (1759-1782) y de Hammuda ibn Ali (1782-1814). Durante el siglo XVII, su rol no dejó de decrecer en favor de los dirigentes locales que se emanciparon progresivamente de la tutela del sultán de Estambul, mientras que solo 4000 jenízaros estaban apostados en Túnez. Al cabo de algunos años de administración turca, más precisamente en 1590, estos jenízaros se rebelaron y otorgaron al mando del Estado a un dey y, bajo sus órdenes, a un bey, encargado del control del territorio y de la recolección de los impuestos. Este último no tardó en convertirse en el personaje principal de la regencia, junto con el pachá, quien quedó confinado al papel honorífico de representante del sultán otomano, al punto que una dinastía beylical terminó por ser fundada por Murad Bey en 1612. Durante el mismo período, las actividades de los corsarios llegaron a su paroxismo, debido a que la autonomía creciente con respecto al sultán llevó a un menor apoyo financiero y, en consecuencia, la regencia debió incrementar el número de capturas en el mar para poder sobrevivir.
El 15 de julio de 1705, Al-Husayn I ibn Ali al-Turki fundó la dinastía de los husseinitas. Puso fin a las funciones de bey, dey y pachá y "dispuso sobre todos los objetos de derecho de justicia alta y baja; sus decretos y sus decisiones tenían fuerza de ley". Si bien seguía siendo oficialmente una provincia del Imperio otomano, Túnez adquirió gran autonomía en el siglo XIX, especialmente con Ahmad I ibn Mustafa, quien reinó entre 1837 y 1855 y puso en marcha un proceso de modernización. En esta época, el país vivió profundas reformas, como la abolición de la esclavitud y la adopción de una constitución en 1861 —la primera del mundo árabe—, al país solo le faltaba convertirse en un estado independiente. Túnez, entonces dotada de una moneda propia y de un ejército independiente, adoptó en 1831 su bandera.
Es difícil medir la importancia de la influencia turca que se encuentra en Túnez. Algunos monumentos muestran su filiación otomana: alminares poligonales y cilíndricos o mezquitas bajo una gran cúpula central, como las de Sidi Mahrez en Túnez. En otro ámbito, el arte de las alfombras (que habría existido antes de la llegada de los otomanos) presenta motivos puramente anatólicos en las producciones de Kairuán del siglo XVIII. A pesar de estas influencias perceptibles en el aspecto de los objetos manufacturados, la huella de la vecina Italia se hizo más patente en el curso del siglo XVIII, tanto en la arquitectura como en la decoración, marcando así una apertura del país a Europa.

### Apogeo de la actividad corsaria
A inicios del siglo XVI, el norte de África del Norte se encontraba en plena decadencia y atravesaba una crisis política profunda. Estos trastornos favorecieron el surgimiento de principados y ciudades portuarias independientes que reiniciaron la actividad corsaria. Esta actividad tuvo su mayor auge bajo el reinado de Hammuda ibn Ali (1782-1814), cuando los navíos que partían de los puertos de Bizerta, La Goleta, Ghar El Melh, Sfax o Los Gelves (Yerba) se apoderaban de los barcos españoles, corsos, napolitanos, venecianos, etc. El gobierno mantuvo en este período de 15 a 20 corsarios, misma cantidad de los cuales estuvieron vinculados con compañías o particulares —entre los que se encontraba, a veces, a personajes en altos cargos, como el guardia del sello Sidi Mustapha Khodja o los cadís de Bizerta, Sfax o Ghar El Melh— y que entregaban al gobierno un porcentaje de todas sus capturas, las cuales incluían esclavos cristianos.
Los tratados de paz que se multiplicaron en el siglo XVIII — con Austria en 1748 y 1784, Venecia en 1764-1766 y 1792, España en 1791 o los Estados Unidos en 1797— reglamentaron la actividad corsaria y limitaron sus efectos. En primer lugar, impusieron ciertas exigencias (posesión de pasaportes, tanto para los navíos como para las personas) y precisaron igualmente las condiciones de capturas en el mar (distancia respecto a las costas), para evitar posibles abusos. En cuanto a la suerte de los esclavos cristianos detenidos, hubo que esperar al Congreso de Viena de 1814-1815 y al Congreso de Aquisgrán de 1818 para que las potencias europeas obligaran a los estados berberiscos a poner fin a las actividades corsarias, lo que solo se hizo efectivo y definitivo después de la toma de Argelia por los franceses en 1830 y su intervención en Túnez en 1836.

## Protectorado francés
Debido a la desastrosa política de los beys, al alza de impuestos y a las interferencias extranjeras en la economía, el país debió enfrentar poco a poco graves dificultades financieras. Todos estos factores obligaron el gobierno a declarar la bancarrota en 1869 y a crear una comisión financiera internacional anglo-franco-italiana. La constitución llegó a ser incluso suspendida el 1 de mayo de 1864. Fue la ocasión para que tres de las grandes potencias europeas (Francia, Reino de Italia y el Reino Unido de Gran Bretaña e Irlanda) ingresaran al país. Túnez se dirigía recién a una independencia real en 1873 con Kheireddine Pacha, cuando cayó bajo el dominio de una potencia extranjera.
El destino de la Regencia de Túnez (nombre otorgado a la región bajo la dominación otomana) se presentó rápidamente como un desafío estratégico de importancia capital debido a la situación geográfica del país, en el cruce de las cuencas occidental y oriental del Mediterráneo. Túnez se convirtió, por tanto, en objeto de codicias rivales de Francia e Italia: la primera quería asegurar las fronteras de la Argelia francesa y evitar que la segunda perturbara sus ambiciones en Egipto y el Levante mediterráneo por medio del control del acceso al Mediterráneo oriental. Italia, que debió afrontar una sobrepoblación, ansiaba una política colonial y el territorio tunecino, cuya minoría europea estaba compuesta principalmente de italianos. Los cónsules franceses e italianos procuraron aprovechar las dificultades financieras del bey; además, Francia contaba con la neutralidad del Reino Unido (poco deseosa de ver a Italia tomar el control de la ruta del canal de Suez) y se benefició de los cálculos de Bismarck, que deseaba desviar su atención de la cuestión de Alsacia y Lorena. Después del Congreso de Berlín llevado a cabo del 13 de junio al 13 de julio de 1878, Alemania y el Reino Unido permitieron a Francia anexionarse Túnez, en detrimento de Italia, que consideraba a este país como su dominio reservado.

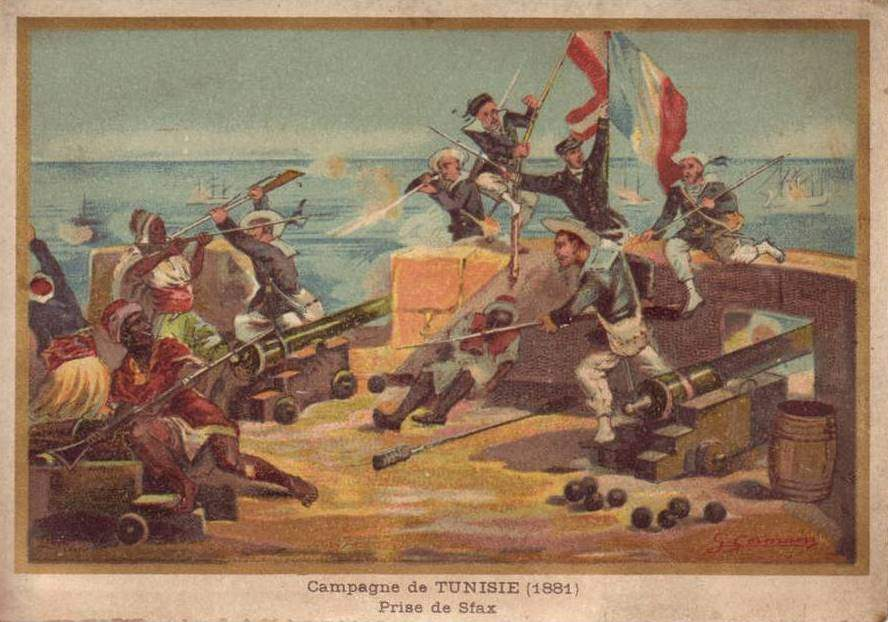
Representación de la toma de Sfax en 1881.

Las incursiones de "saqueadores" khroumires en territorio argelino proveyeron de un pretexto a Jules Ferry, apoyado por Léon Gambetta frente a un parlamento hostil, para subrayar la necesidad de capturar Túnez. En abril de 1881, las tropas francesas incursionaron sin mayor resistencia y lograron ocupar Túnez en tres semanas, sin necesidad de combatir. El 12 de mayo de 1881 se oficializó el protectorado, mientras que Muhammad III as-Sadiq, gobernante de Túnez, firmó bajo pena de muerte el tratado del Bardo, en el palacio de Ksar Said. Esto no fue impedimento para que algunos meses más tarde las tropas francesas hicieran frente a varias revueltas en las regiones de Kairuán y Sfax, mismas que fueron rápidamente sofocadas.
El régimen del protectorado fue confirmado por las Convenciones de La Marsa del 8 de junio de 1883, las cuales otorgaron a Francia el derecho a intervenir en la política exterior, la defensa y los asuntos internos de Túnez: el país mantuvo su gobierno y administración, desde entonces, bajo control francés. Así, los diferentes servicios administrativos fueron dirigidos por altos funcionarios franceses y por un residente general que se encargaron de aprobar los asuntos de gobierno.
Luego, Francia pasó a representar a Túnez en la escena internacional y no tardó en abusar de sus derechos y prerrogativas para explotar el país como una colonia, obligando al bey a abandonar la casi totalidad de sus poderes en favor del residente general. A pesar de ello, se alcanzaron progresos económicos, especialmente gracias a los bancos y a las compañías. Asimismo, se desarrolló una red ferroviaria. La colonización hizo posible la expansión de los cultivos de cereales y la producción de aceite de oliva, así como la explotación de las minas de fosfato y de hierro. Se habilitó un importante puerto militar en Bizerta. Además, en el campo de la educación, los franceses establecieron un sistema bilingüe árabe y francés que dio a la elite tunecina la posibilidad de formarse en los dos idiomas.

## Del cuestionamiento del protectorado a la independencia

### Embrión del movimiento nacional

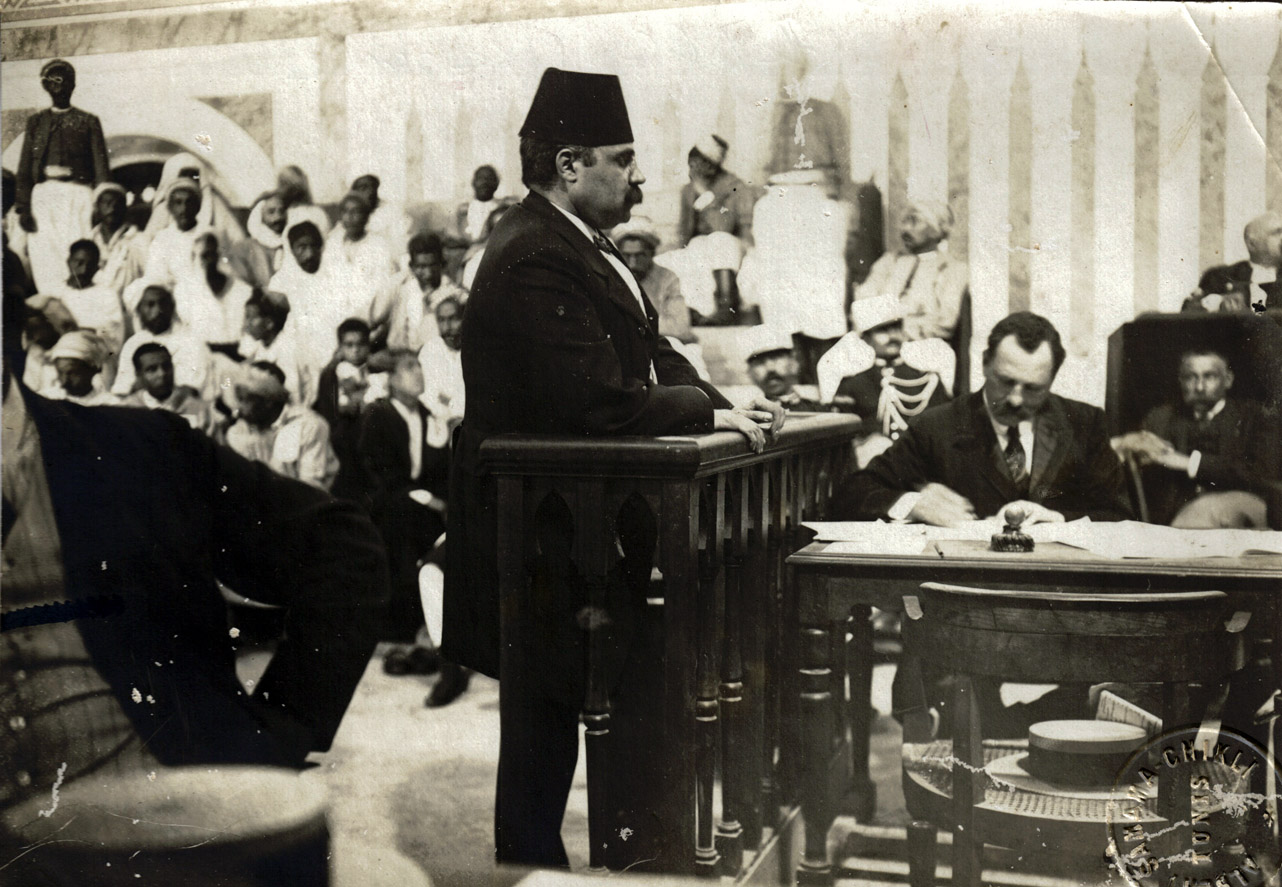
Juicio por el caso Djellaz en 1911.

La lucha contra la ocupación francesa comenzó a inicios del siglo XX. Túnez fue el primer Estado del mundo árabe influenciado por el nacionalismo moderno, por medio del movimiento reformista e intelectual de los Jóvenes Tunecinos, fundado en 1907 por Béchir Sfar, Ali Bach Hamba y Abdeljelil Zaouche. Esta corriente nacionalista se hizo manifiesta con el Caso Djellaz en 1911 y con el boicot de los tranvías tunecinos en 1912. Estos eventos marcaron la transformación de los Jóvenes Tunecinos en militantes que actuaban en movimientos callejeros. El residente general mandó al exilio a sus principales dirigentes. De 1914 a 1921, el país vivió en estado de emergencia y la prensa anticolonialista fue prohibida.
A pesar de todo esto, el movimiento nacional no dejó de existir. Desde el fin de la Primera Guerra Mundial, una nueva generación organizada en torno a Abdelaziz Thâalbi preparó el nacimiento del partido político Destour. Entrando en conflicto con el régimen del protectorado, el partido expuso, desde la proclamación oficial de su creación el 4 de junio de 1920, un programa de ocho puntos. A partir de noviembre de 1925, el debilitado Destour pasó a la clandestinidad y renunció a la acción política directa. Tras haber fustigado al régimen del protectorado en periódicos como La Voix du Tunisien y L’Étendard tunisien, el abogado Habib Burguiba fundó en 1932, junto con Tahar Sfar, Mahmoud Materi y Bahri Guiga, el periódico L'Action Tunisienne, que, además de la independencia, preconizaba el laicismo.
Esta posición original condujo a la escisión del partido el 2 de marzo de 1934, con ocasión del congreso de Ksar Hellal. Así pues, el partido se dividió en dos ramas: una islamista que conservó el nombre Destour; y otra, modernista y laica, el Neo Destour. Esta última fue una formación política moderna, estructurada sobre la base de los modelos de partidos socialistas y comunistas europeos y determinada a conquistar el poder para transformar la sociedad. El partido privilegió la acción política, la movilización de sus partidarios, la toma de conciencia y estimó que debía convencer a la opinión francesa adaptando su estrategia a las necesidades de la acción.
Después del fracaso de las negociaciones llevadas a cabo por el gobierno de Léon Blum, estallaron incidentes sangrientos en 1937 y las revueltas de abril de 1938 fueron severamente reprimidas: el 9 de abril se declaró el estado de sitio en Túnez, se encarceló durante cinco años a Habib Burguiba por conspiración contra la seguridad del Estado, se arrestó a Slimane Ben Slimane, a Salah Ben Youssef y a 3000 miembros del Neo Destour. Esta represión condujo a la clandestinidad al Neo Destour, lo que incitó a los nuevos dirigentes a no excluir la eventualidad de una lucha más activa. Así, a fines de 1939, se formó el sexto buró político que fue animado por Habib Thameur, quien ordenó a las células mantener la agitación; sin embargo, este fue disuelto el 13 de enero de 1941 y sus principales miembros fueron detenidos. En mayo de 1940, el régimen de Vichy trasladó a Burguiba a Francia, donde fue más tarde entregado a Benito Mussolini quien pretendía utilizarlo para debilitar a la Resistencia francesa en el norte de África; no obstante, Burguiba no deseaba avalar a los regímenes fascistas e hizo un llamado el 8 de agosto de 1942 a favor del apoyo a las tropas aliadas:

Los aliados no frustrarán nuestras esperanzas [de independencia].

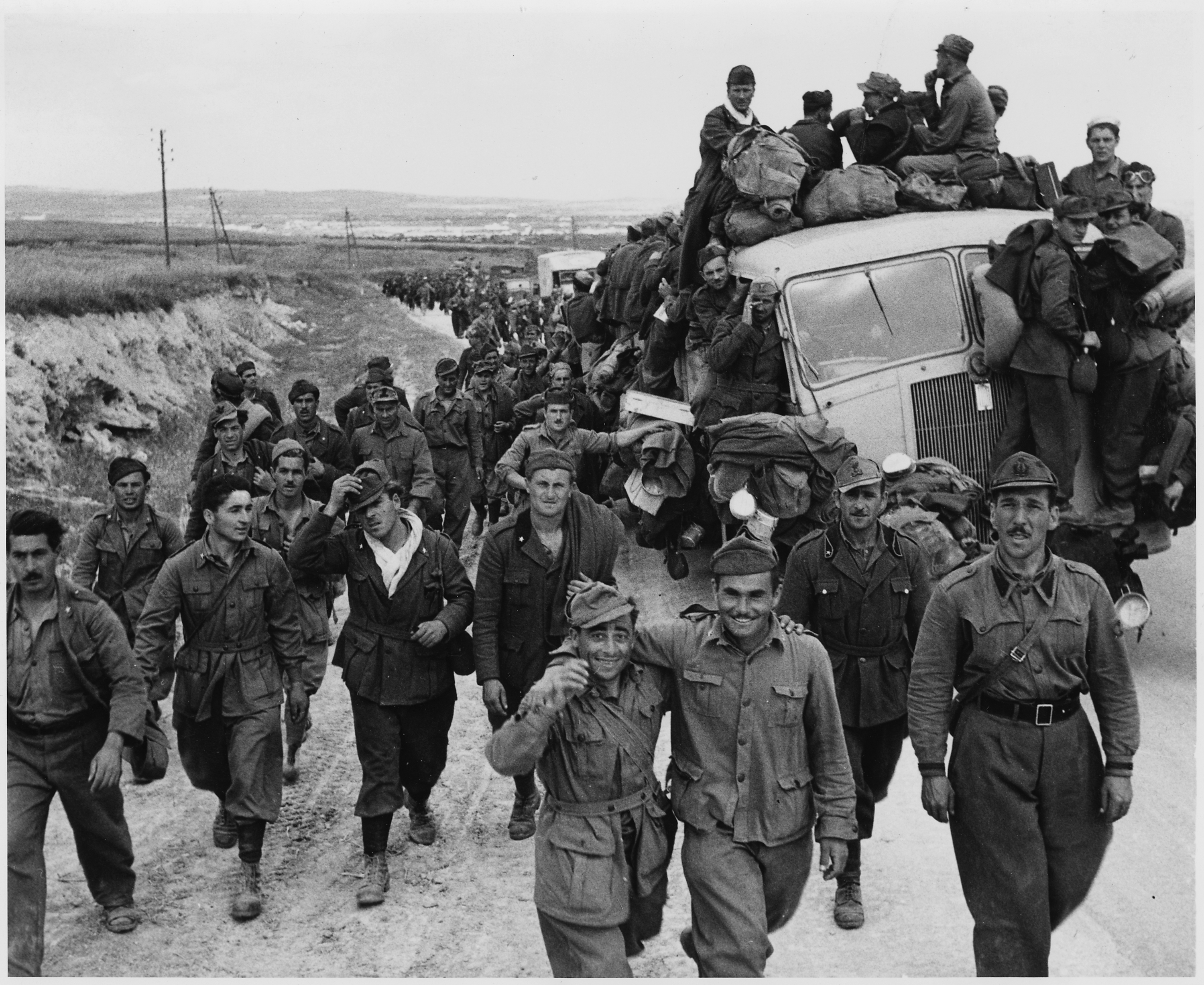
Prisioneros de guerra alemanes abandonando Túnez.

Durante este tiempo, Túnez fue el teatro de importantes operaciones militares conocidas bajo el nombre de Campaña de Túnez: tropas alemanas tomaron posición en el país desde el lanzamiento de la Operación Torch (desembarco de tropas aliadas en África del Norte) el 8 de noviembre de 1942. El Afrika Korps de Erwin Rommel se replegó desde Libia detrás de la Línea Mareth. A su regreso a Túnez, el 8 de abril de 1943, Burguiba se aseguró de que su mensaje fuera transmitido a toda la población y a sus militantes. Tras varios meses de combates y una contraofensiva blindada alemana en la región de Kasserine y Sbeitla a inicios del año 1943, las tropas del Tercer Reich fueron obligadas a capitular el 11 de mayo en el cabo Bon, cuatro días después de la llegada de las fuerzas aliadas a Túnez. Burguiba fue puesto en libertad por las fuerzas de Francia Libre el 23 de junio.
El 26 de marzo de 1945, Burguiba se encaminó clandestinamente hacia Egipto y el 20 de enero de 1946 Farhat Hached fundó la Unión General Tunecina del Trabajo (UGTT). Durante este período, este sindicato contó con 100 000 miembros y desempeñó un papel importante en el movimiento nacional debido a que dotó al Neo Destour de un aliado en la lucha por la liberación y por la construcción de un nuevo Estado. Después de la Segunda Guerra Mundial, los dirigentes nacionalistas incluyeron a la resistencia armada en la estrategia de liberación nacional. En 1949, un Comité nacional de la resistencia, constituido y dirigido por Ahmed Tlili, designó a diez responsables regionales encargados de organizar grupos armados estrictamente compartimentados.

### De la violencia a las negociaciones

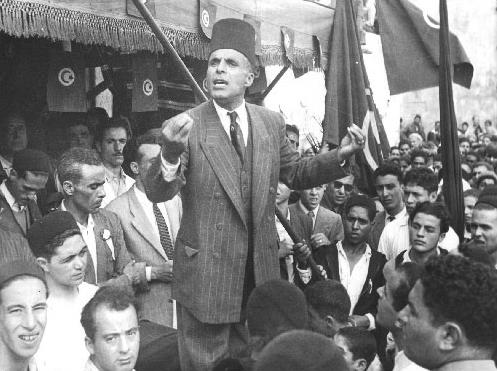
Habib Burguiba en Bizerta en 1952.

Después de la guerra se llevaron a cabo negociaciones con el gobierno francés, por lo que Robert Schuman evocó en 1950 la independencia de Túnez en varias etapas. Pero disturbios nacionalistas en 1951 precipitaron su fracaso: la nota del gobierno francés del 15 de diciembre rechazaba las reivindicaciones tunecinas e interrumpió el proceso de negociación con el gobierno de M'hamed Chenik. Con la llegada de un nuevo residente general, Jean de Hauteclocque, el 13 de enero de 1952, y con el arresto el 18 de enero de 150 miembros del Destour, entre los cuales se encontraba Burguiba de regreso de Egipto, se inició una revuelta armada —con huelgas, manifestaciones callejeras y diversas formas de movilización popular—. Esta situación llevó a la represión militar francesa y a un endurecimiento de las posiciones de cada parte. La represión provocó una escalada de violencia y puso a la orden del día el sabotaje, la ejecución de colaboradores, el ataque de granjas y, luego, las operaciones contras las tropas coloniales. El Neo Destour adoptó una estrategia progresiva que sus equipos dirigentes adaptaron, corrigieron y reorientaron de acuerdo con el giro de los acontecimientos. Si bien las operaciones individuales eran raras, la complejidad de las situaciones y la sutileza de las reacciones dejaron un gran margen de maniobra a los jefes locales, aunque siempre en el marco de las directivas generales de los órganos de decisión del Neo Destour.
El 22 de enero, el coronel Durand fue abatido en el curso de una manifestación de protesta organizada por el Neo Destour en Susa. Los enfrentamientos entre los manifestantes y las fuerzas del orden, el 23 de enero en Moknine, terminaron en un tiroteo y se produjeron numerosos hechos similares a lo largo del país. El barrido de cabo Bon por el ejército francés desde el 26 de enero —pasando principalmente durante seis días por las localidades de Tazerka, El Maâmoura y Kélibia— tuvo como resultado casi 200 muertos.
Los registros sobre este tema son escasos, pero algunos documentos reflejan la polémica generada por los abusos cometidos a instigación del general Garbay. En respuesta a las investigaciones, la residencia puso como pretexto la exageración con fines propagandísticos, pero los abusos no fueron puestos en duda, aunque todavía se ignoraba la proporción exacta de los mismos. Además, con el asesinato del sindicalista Farhat Haced por la organización colonialista extremista La Main rouge, el 5 de diciembre, se desencadenaron manifestaciones, revueltas, huelgas, tentativas de sabotaje y lanzamientos de bombas caseras. El aumento de la represión, acompañado por la aparición del contraterrorismo, incitó a los nacionalistas a tomar los colonos, las granjas, las empresas francesas y las estructuras gubernamentales como objetivos más específicos. Es por ello que los años 1953 y 1954 estuvieron marcados por la multiplicación de los ataques contra el sistema colonial: el movimiento nacionalista alentó la creación de verdaderas unidades de combate en las diferentes regiones, aunque los recursos modestos dificultaron su manutención. Protegidos por la inserción en su propio medio social y por el conocimiento del teatro de operaciones, los maquis lograron organizar una guerrilla de hostigamiento.
Como respuesta, fueron movilizados cerca de 70 000 soldados franceses para detener a las guerrillas de grupos tunecinos. Esta situación difícil fue apaciguada por el reconocimiento de la autonomía interna de Túnez, concedida por Pierre Mendès France el 31 de julio de 1954:

La autonomía interna del Estado tunecino es recobrada y proclamada sin reserva por el gobierno francés.

Finalmente, el 3 de junio de 1955 se firmaron las convenciones franco-tunecinas entre el primer ministro tunecino Tahar Ben Ammar y su homólogo francés Edgar Faure. Se previó la transferencia al gobierno tunecino de todas las competencias, con excepción de la política exterior y la defensa. A pesar de la oposición de Salah Ben Youssef, quien fue luego excluido del partido, las convenciones fueron aprobadas por el congreso de Neo Destour llevado a cabo en Sfax el 15 de noviembre de 1955. Tras nuevas negociaciones, Francia terminó por reconocer "solemnemente la independencia de Túnez" el 20 de marzo de 1956, aunque conservó la base militar de Bizerta.

## Período nacional
El 15 de marzo de 1956 fue elegida la Asamblea Nacional Constituyente: el Neo Destour consiguió todos los escaños y Burguiba quedó a la cabeza de la Asamblea desde el 8 de abril. El 11 de abril, se convirtió en el primer ministro de Lamine Bey. Al día siguiente, Túnez hizo su ingreso en la Organización de las Naciones Unidas. El código de estatus personal, de tendencia progresista, fue proclamado el 13 de agosto, mientras que el 25 de julio de 1957 fue abolida la monarquía. Desde entonces, Túnez se convirtió en una república, de la cual Habib Burguiba fue elegido presidente el 8 de noviembre de 1959. Su pasado de resistencia y las medidas adoptadas después de la independencia para emancipar a las mujeres y combatir la pobreza y el analfabetismo contribuyeron a reforzar su autoridad. La constitución republicana fue ratificada de manera definitiva el 1 de junio de 1959.
El 8 de febrero de 1959, en plena guerra de Independencia de Argelia, unos aviones del ejército francés cruzaron la frontera entre Argelia y Túnez y bombardearon la localidad tunecina de Sakiet Sidi Youssef. En 1961, en un contexto de previsible conclusión de la guerra, Túnez reivindicó la devolución de la base militar de Bizerta: la crisis que siguió tuvo como resultado un millar de muertos, principalmente tunecinos, aunque Francia terminó por devolver la base al Estado tunecino el 15 de octubre de 1963.

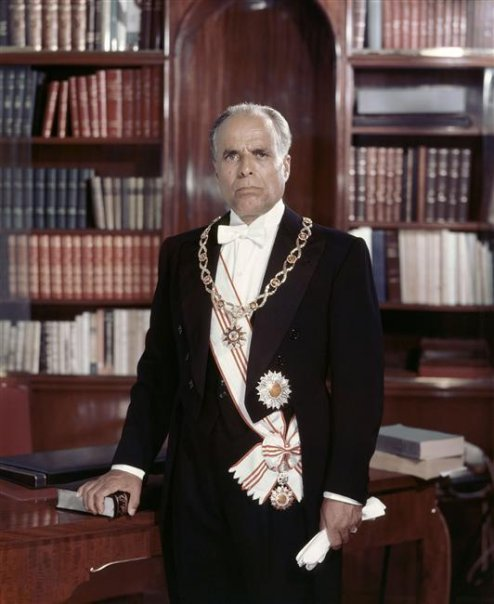
Foto oficial de Habib Burguiba.

En los años 1960, mientras todas las instituciones del país eran ocupadas por el partido oficial, desde entonces conocido bajo el nombre de Partido Socialista Destouriano (PSD), la Universidad de Túnez siguió siendo un foro donde eran debatidas las cuestiones del desarrollo y de la democracia y donde se criticaban las políticas de Burguiba. Esto no impidió, el 12 de agosto de 1961, el asesinato de Salah Ben Youssef, principal opositor de Burguiba desde 1955, en Fráncfort, o que el Partido Comunista (PCT) fuera prohibido el 8 de enero de 1963. La república tunecina se convirtió entonces en un régimen de partido único dirigido por el PSD. En marzo de 1963, Ahmed Ben Salah inició una política "socialista" de estatización prácticamente total de la economía de Túnez, incluyendo la nacionalización de las tierras agrícolas todavía en manos de extranjeros el 12 de mayo de 1964. Francia e Italia, cuyos nacionales eran la mayoría de los afectados, protestaron enérgicamente y cortaron la ayuda económica Las revueltas contra la colectivización de las tierras en la región de Sahel que estallaron el 26 de enero de 1969 llevaron a la destitución de Ben Salah el 8 de septiembre, lo que significó el fin de la experiencia socialista. En abril de 1972, fue promulgado un código de inversiones muy liberal bajo el impulso del primer ministro Hédi Nouira, el cual cambió la filosofía económica del país.
Con una economía debilitada por el fin del socialismo, se propuso el panarabismo defendido por Muammar al-Gaddafi como un proyecto político que unificaría Túnez y Libia bajo el nombre de República Árabe Islámica; sin embargo, el proyecto fracasó rápidamente debido a las tensiones, tanto nacionales como internacionales. Tras la condena a una larga pena de prisión a Ben Salah, encontrado responsable por el fracaso de la política de las cooperativas, le siguió la depuración del ala liberal del PSD, impulsada por Ahmed Mestiri y, luego, la proclamación de Burguiba como presidente vitalicio en 1975.
Es bajo estas condiciones, marcadas por una ligera relajación de la presión del PSD bajo el gobierno de Hédi Nouira, cuando la UGTT ganó cierta autonomía gracias al semanario Echaab (El Pueblo). Al mismo tiempo, en 1977, surgieron la Liga Tunecina de los Derechos Humanos y el periódico independiente Errai (Opinión). El golpe que tuvo lugar en el "Jueves negro" contra la UGTT en enero de 1978, junto con el ataque contra la ciudad minera de Gafsa el 27 de enero de 1980 por 50 a 300 miembros del grupo opositor Résistance Armeé Tunisienne, no fueron suficientes para amordazar a la sociedad civil emergente. A pesar del hostigamiento a periódicos, tales como Errai o Al Maarifa, surgieron nuevas publicaciones, tales como Le Phare, Démocratie, L’Avenir, Al Mojtama’a o 15-21.
Desde inicios de los años 1980, el país atravesó una crisis política y social, en la cual se conjugaron el desarrollo del clientelismo y la corrupción. La restauración parcial del pluralismo político, con el levantamiento de la prohibición al Partido Comunista, suscitó esperanzas que fueron decepcionadas por el fraude en las elecciones legislativas de noviembre. En estas elecciones, participaron el PSD, el PCT y dos nuevas formaciones aún no legalizadas: el Movimiento de los demócratas socialistas y el futuro Partido de la unidad popular. Luego, la represión sangrienta de las "revueltas del pan" de diciembre de 1983, la nueva desestabilización de la UGTT y el arresto de su dirigente Habib Achour, así como el recurso cada vez más frecuente a usar la fuerza contra el cuestionamiento social e islamista, contribuyeron a acelerar la caída del envejecido presidente.
En 1986, el país pasó por una grave crisis financiera: entonces, el 8 de julio, Burguiba designó al tecnócrata Rachid Sfar como primer ministro, a quien se le encargó poner en obra un plan de ajuste estructural de la economía, recomendado por el Fondo Monetario Internacional y destinado a restablecer el equilibrio financiero del país. Pero la situación favoreció el crecimiento del islamismo y el largo mandato de Burguiba terminó en una lucha contra esa religión. Tal lucha fue emprendida por Zine El Abidine Ben Ali, nombrado ministro del interior y, luego, primer ministro en octubre de 1987.
El 7 de noviembre de 1987, Ben Ali depuso al presidente Burguiba por senilidad, acción recibida favorablemente por una gran parte del mundo político. Elegido el 2 de abril de 1989, con el 99,27 % de los votos, el nuevo presidente Zine El Abidine Ben Ali logró reactivar la economía. Asimismo, gracias al plan de seguridad, el régimen se enorgulleció de haber puesto fin a las convulsiones islamistas que ensangrentaban a la vecina Argelia, gracias a la neutralización del partido Ennahda, aunque al precio del arresto de decenas de miles de militantes y de múltiples juicios a inicios de los años 1990.
Los opositores laicos firmaron junto a ellos el Pacto nacional en 1988, plataforma destinada a la democratización del régimen. Por tanto, la oposición y muchas organizaciones no gubernamentales de defensa de los derechos humanos acusaron progresivamente al régimen de atentar contras las libertades públicas, al extender la represión más allá del movimiento islamista. En 1994, el presidente Ben Ali fue reelegido con el 99,91 % de los votos y firmó al año siguiente un acuerdo de libre comercio con la Unión Europea.

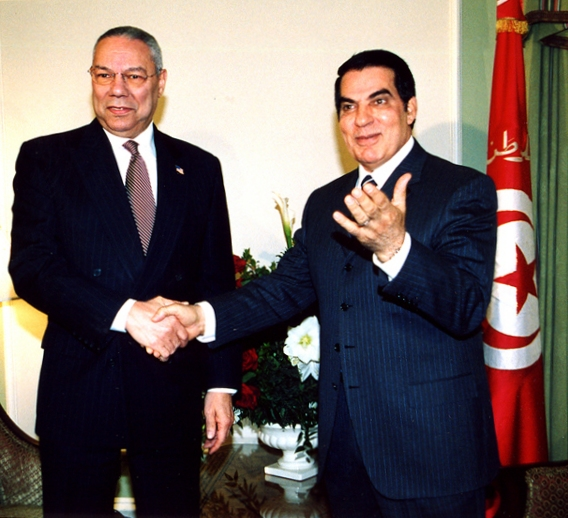
Encuentro entre Colin Powell y Ben Ali (17 de febrero de 2004).

Si bien las elecciones presidenciales del 24 de noviembre de 1999 fueron las primeras elecciones pluralistas con tres candidatos, el resultado fue el mismo que los escrutinios precedentes: la reelección del presidente Ben Ali, con un 99,45 %. La reforma de la Constitución, aprobada por referéndum el 26 de mayo de 2002, incrementó aún más los poderes del presidente, aplazó la edad límite de los candidatos, suprimió el límite de tres mandatos reintroducido en 1988 y permitió al presidente pretender nuevos mandatos más allá del plazo de 2004, beneficiándose de una inmunidad judicial de por vida.
El 11 de abril de 2002, tuvo lugar un atentado terrorista a la sinagoga de la Ghriba, compuesto por un camión con explosivos que provocó la muerte de 19 personas, de las cuales 14 eran turistas alemanes.
Entre 2004 y 2006, la vida política tunecina se caracterizó por proseguir con la represión política. En septiembre de 2005, un texto de ley aprobado por la Cámara de diputados acordó conceder beneficios a los "presidentes de la República desde el cese de sus funciones" y a sus familias en caso de muerte. En noviembre de 2005, el país atrajo la atención de la comunidad internacional al organizar la segunda fase de la Cumbre Mundial sobre la Sociedad de la Información, bajo la égida de la ONU. En plena cumbre, las acciones emprendidas por la oposición llevaron a que los medios de comunicación internacionales se centraran en la libertad de expresión. En esta ocasión, el acercamiento entre islamistas y personalidades laicas, como Ahmed Néjib Chebbi y Hamma Hammami, suscitó una campaña de difamación de parte del poder, pero también vivas reacciones por parte de personalidades independientes y de simpatizantes del movimiento Ettajdid.
Durante el primer semestre de 2008, graves trastornos sacudieron la región minera de Gobernación de Gafsa, duramente golpeada por el desempleo y la pobreza, que se convirtieron en los disturbios más importantes desde la llegada al poder del presidente Ben Ali. Finalmente, Ben Ali fue derrocado por un movimiento popular el 14 de enero de 2011, tras semanas de intensas manifestaciones, y fue sustituido por Fouad Mebazaa como presidente del país.
En septiembre de 2021, Kaïs Saïed anunció una próxima reforma de la Constitución de 2014 y la formación de un nuevo gobierno.

### Antigüedad
| - Brett, Michael; Fentress, Elizabeth (1996). The Berbers. Blackwell Publishing. ISBN 0631207678. - Bury, John Bagnell (1923). History of the Later Roman Empire Vols. I & II. Macmillan & Co., Ltd. - Cameron, Averil (2000). «Vandal and Byzantine North Africa». Late Antiquity: Empire and Successors A.D. 425-600, The Cambridge Ancient History Vol. XIV. Cambridge University Press. pp. 552-569. ISBN 0521325919. - Cameron, Averil (1982). «Byzantine Africa: The Literary Evidence». University of Michigan. Excavations at Carthage, Vol. VII. Ann Arbor: University of Michigan Press. pp. 29-62. - Decret, François. Carthage ou l’empire de la mer. París: du Seuil, 1977, ISBN 2-02-004712-8 - Dridi, Hédi Carthage et le monde punique. París: Les Belles Lettres, 2006, ISBN 2-251-41033-3 - Fantar, M'hamed Hassine. Carthage. Approche d’une civilisation. Túnez: Alif, 1993, ISBN 0012452578 - Hugoniot, Christophe. Rome en Afrique. De la chute de Carthage aux débuts de la conquête arabe. París: Flammarion, 2000, ISBN 2-08-083003-1 | - Lancel, Serge, Carthage. Túnez: Cérès, 1999, ISBN 9973-19-420-9 - Le Bohec, Yann. Histoire militaire des guerres puniques. 264-146 avant J.-C. Mónaco: Rocher, 2003, ISBN 978-2-268-02147-8 - Mahjoubi, Ammar (2000). Villes et structures de la province romaine d’Afrique. Túnez: Centre de publication universitaire. ISBN 9973-937-95-3. - Moderan, Yves (2003). Les Maures et l'Afrique romaine, IV-VII siècle. ISBN 2-72830-640-0. - Pringle, Denys (1981). The Defence of Byzantine Africa from Justinian to the Arab Conquest: An Account of the Military History and Archaeology of the African Provinces in the Sixth and Seventh Century. Oxford: British Archaeological Reports. ISBN 0-86054-119-3. - Slim, Hédi; Nicolas Fauqué (2001). La Tunisie antique. De Hannibal à saint Augustin. París: Mengès. ISBN 2-85620-421-X. - Morel, Jean-Paul (2000). La Tunisie, carrefour du monde antique. París: Faton. ISBN 978-2-87844-020-1. - Raven, Susan (1993). Rome in Africa. Routledge. ISBN 0-41508-150-5. |

### De la conquista árabe al período otomano
| - Bachrouch, Taoufik. Les élites tunisiennes du pouvoir et de la dévotion: contribution à l’étude des groupes sociaux dominants. 1782-1881. Túnez: Faculté des sciences humaines et sociales de Tunis, 1989 - Brunschvig, Robert. "Ibn Abd al-Hakam et la conquète de l'Afrique du Nord par les arabes", Al-Andalus, 40 (1975), pp. 129–179 - Benabbès, A. "Les premiers raids arabes en Numidie Byzantine: questions toponymiques." In Identités et Cultures dans l'Algérie Antique. Ruan: Universidad de Ruan, 2005, ISBN 2-87775-391-3 - Chater, Khelifa. Dépendance et mutations précoloniales. La Régence de Tunis de 1815 à 1857. Túnez: Faculté des sciences humaines et sociales de Tunis, 1984 - Cherif, Mohamed-Hédi. Pouvoir et société dans la Tunisie de H’usayn bin Ali (1705-1740). Túnez: Faculté des lettres et des sciences humaines de Tunis, 1984-1986 | - Doumerc, Bernard. Venise et l’émirat hafside de Tunis. 1231-1535, París: L’Harmattan, 1999, ISBN 2-7384-8045-4 - Galley, Micheline y Abderrahman Ayoub, Histoire des Beni Hilal, et de ce qui leur advint dans leur marche vers l’ouest: versions tunisiennes de la geste hilalienne, París: éd. Armand Colin, 1983 - Larguèche, Abdelhamid. L’abolition de l’esclavage en Tunisie à travers les archives. 1841-1846, Túnez: éd. Alif, 1990, ISBN 9973-716-24-8 - Modéran, Yves. "Kusayla, l'Afrique et les Arabes." In Identités et Cultures dans l'Algérie Antique, Ruan: Universidad de Ruan, 2005, ISBN 2-87775-391-3. - Paul Sebag, Tunis au XVIIe siècle. Une cité barbaresque au temps de la course, París: L’Harmattan, 1989, ISBN 2-7384-0449-9 - Siraj, Ahmed. L'Image de la Tingitane. L'historiographie arabe medievale et l'Antiquité nord-africaine. École Française de Rome, 1995, ISBN 2-7283-0317-7 |

### Protectorado francés
| - Bakalti, Souad. La femme tunisienne au temps de la colonisation (1881-1956). París: L’Harmattan, 1996, ISBN 2-7384-4549-7 - Ben Hamida, Abdesslem. Le syndicalisme tunisien. De la Deuxième Guerre mondiale à l’autonomie interne. Túnez: Universidad de Túnez I, 1989 - Bessis, Juliette. La Méditerranée fasciste. L’Italie mussolinienne et la Tunisie. París: Karthala, 1981, ISBN 2-86537-027-5 - d’Estournelles de Constant, Paul. La conquête de la Tunisie. Récit contemporain couronné par l’Académie française. París: Sfar, 2002, ISBN 978-2-9511936-9-7 - Ganiage, Jean. Les origines du protectorat français en Tunisie. París: Presses universitaires de France, 1959 | - Goussaud-Falgas, Geneviève. Français de Tunisie. Les dernières années du protectorat. Saint-Cyr-sur-Loire: Alan Sutton, 2004, ISBN 978-2-84910-001-1 - La Barbera, Serge. Les Français de Tunisie (1930-1950). París, L’Harmattan, 2006, ISBN 2-296-01075-X - Martin, Jean-François. Histoire de la Tunisie contemporaine: de Ferry à Bourguiba, 1881-1956. París, L’Harmattan, 2003, ISBN 978-2-7475-4626-3 - Méléro, Antoine. La Main rouge. L’armée secrète de la république. París: du Rocher, 1997, ISBN 2-268-02699-X - Périllier, Louis. La conquête de l’indépendance tunisienne. Souvenirs et témoignages. París: Robert Laffont, 1979, ISBN 2-221-00337-3 |

### Independencia
| - Abbassi, Driss y Robert Ilbert, Entre Bourguiba et Hannibal. Identité tunisienne et histoire depuis l’indépendance. París: Karthala, 2005, ISBN 2-84586-640-2 - Belkhodja, Tahar. Les trois décennies Bourguiba. Témoignage. París: Publisud, 1998, ISBN 978-2-86600-787-4 - Ben Brik, Taoufik Une si douce dictature. Chroniques tunisiennes 1991-2000. París: La Découverte, 2000, ISBN 978-2-7071-3324-3 - Ben Hamida, Abdesslem. Le syndicalisme tunisien. De la Deuxième Guerre mondiale à l’autonomie interne. Túnez: Université de Tunis I, 1989 - Camau, Michel y Vincent Geisser [bajo la dir. de], Tunisie. Dix ans déjà.... París: La Documentation française, 1997, ISBN 978-3-331-80157-7 - Chenoufi, Kamel; Gilles Gallo y Ahmed Ben Salah, La Tunisie en décolonisation (1957-1972). Genèse des structures de développement et des structures de la République. Le Pradet: Du Lau, 2004, ISBN 978-2-84750-083-7 | - Chneguir, Abdelaziz. La politique extérieure de la Tunisie. 1956-1987. París: L’Harmattan, 2004, ISBN 978-2-7475-6213-3 - El Méchat, Samya. Le nationalisme tunisien, scission et conflits. 1934-1944. París: L’Harmattan, 2002, ISBN 978-2-7475-2675-3 - Martin, Jean-François. Histoire de la Tunisie contemporaine. De Ferry à Bourguiba. 1881-1956. París: L’Harmattan, 2003, ISBN 978-2-7475-4626-3 - Méléro, Antoine. La Main rouge. L’armée secrète de la république. París: du Rocher, 1997, ISBN 2-268-02699-X - Renaud, Patrick-Charles. La bataille de Bizerte (Tunisie). 19 au 23 juillet 1961. París: L’Harmattan, 2000, ISBN 2-7384-4286-2 - Périllier, Louis. La conquête de l’indépendance tunisienne. Souvenirs et témoignages. París: Robert Laffont, 1979, ISBN 2-221-00337-3 |

### Páginas web
- (en inglés) Historia de Túnez
- (en inglés) Instituto superior de historia del movimiento nacional
- (en inglés) Archivos nacionales de Túnez
- (en inglés) Italianos de Túnez
- (en inglés) Documentos del Instituto nacional de lo audiovisual (Francia)

### Documentos
- (en francés) Abdesslem Ben Hamida, « Identité tunisienne et représentation de l’Autre à l’époque coloniale», Cahiers de la Méditerranée, vol. 66, 21 de julio de 2005
- (en francés) Fayçal El Ghoul, « Le Français de Tunisie et l’Autre dans les années 1920-1930», Cahiers de la Méditerranée, vol. 66, 21 de julio de 2005
- (en francés) Habib Kazdaghli, « Rétrospective des politiques mémorielles en Tunisie à travers l’histoire des statues et des monuments XIX-XX siècles», coloquio « Expériences et mémoire: partager en français la diversité du monde», 2006

- Datos: Q900419
- Multimedia: History of Tunisia / Q900419